# Українці у Кракові

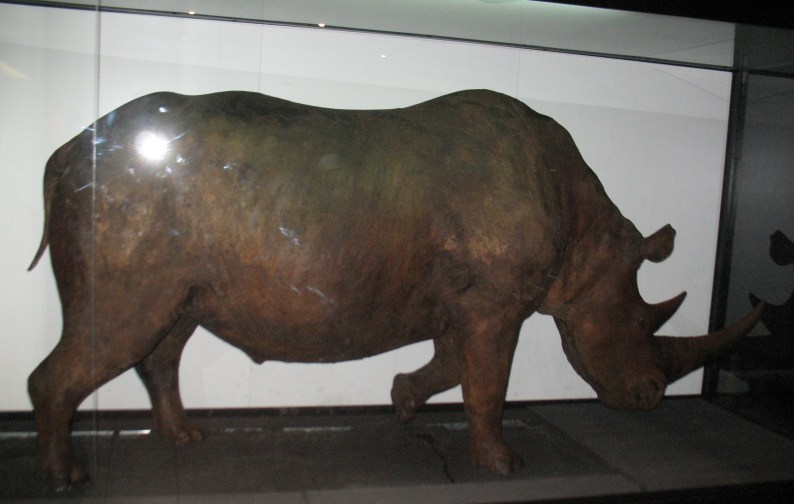
Опудало шерстистого носорога з с. Старуні. Фото 2011 р.

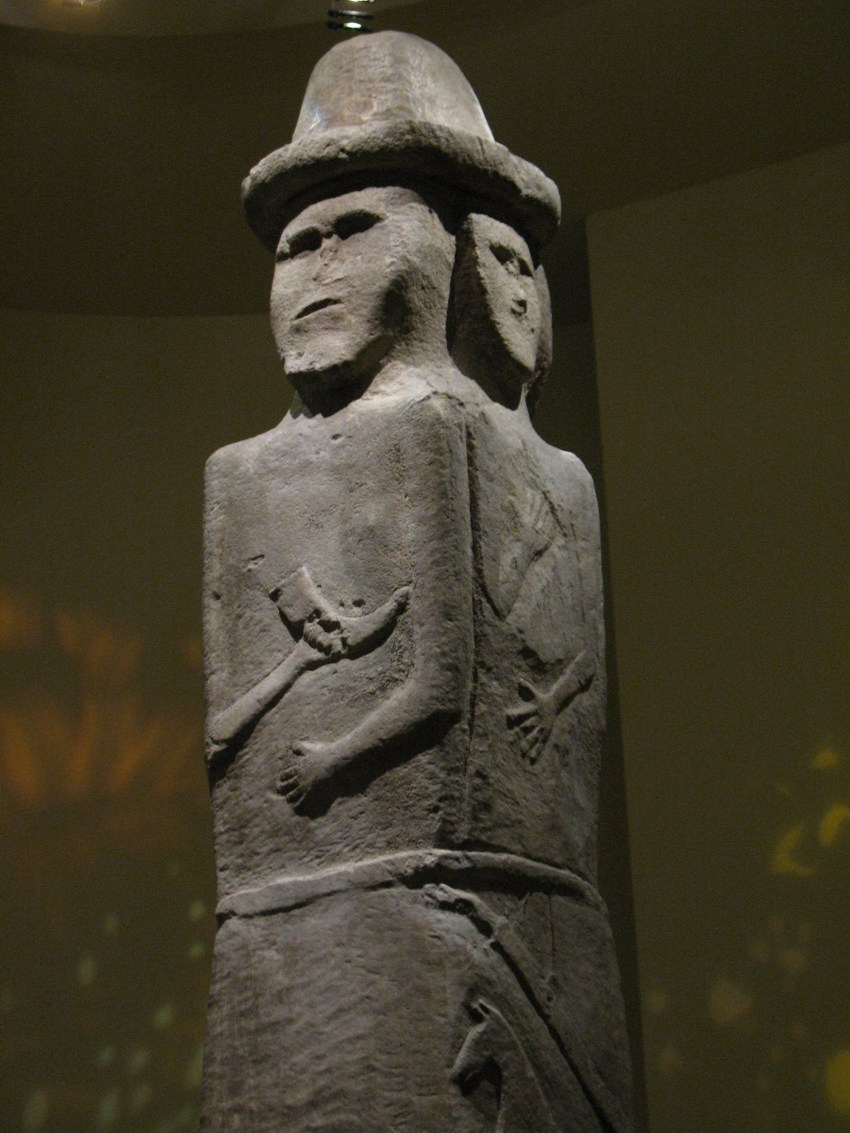
Оригінал Збручанського ідола. Фото 2011 р.

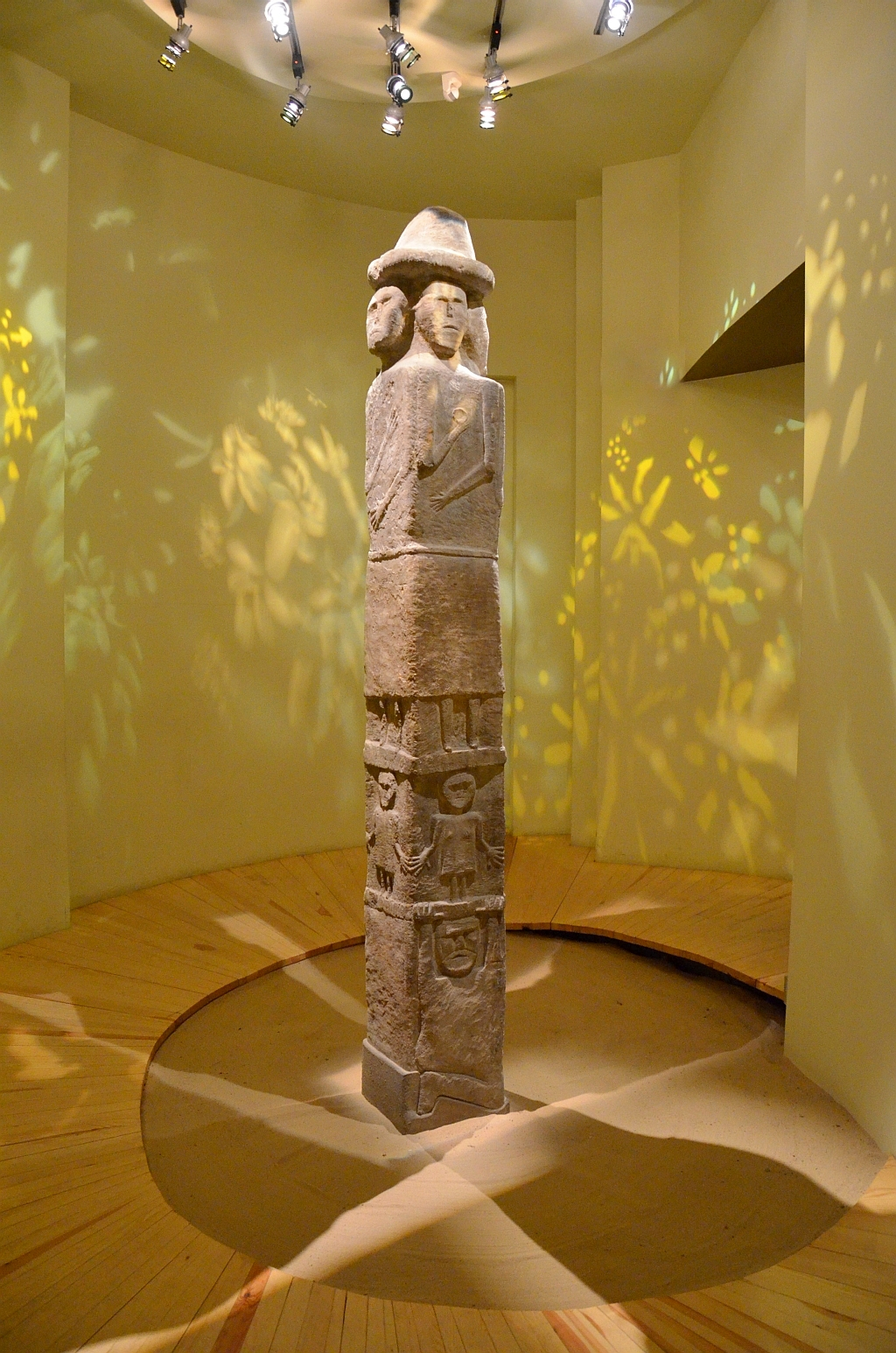
Оригінал Збручанського ідола, Краків. Фото 2013 р.

Краків упродовж багатовікової історії творили представники багатьох народів, серед яких русини-українці. У сучасному місті наявно багато історичних постатей, місць, поховань і предметів української матеріальної культури.

## Пам'ятки прадавньої історії
Знаменитий краківський шерстистий носоріг (Coelodonta antiquitatis), знайдений у 1929 р. в озокеритовій шахті біля прикарпатського села Старуня, Івано-Франківської області, перебуває у Природничому музеї в Кракові, розташованому в центрі міста по вулиці sw. Sebastiana, 9.
Не менш знаменитою пам'яткою давньої історії з території України є «Збручанський ідол» — кам'яна постать бога Рода (поляки називають його так як називали цього бога західні слов'яни — Святовидом), яка знайдена у 1848 р. в р. Збруч напроти капища на г. Богит (територія заповідника «Медобори», Тернопільська область) Ця пам'ятка знаходиться у Краківському археологічному музеї (вул. Senacka, 3).

## Пам'ятки часів найдавнішого Кракова, VII—XVI ст.

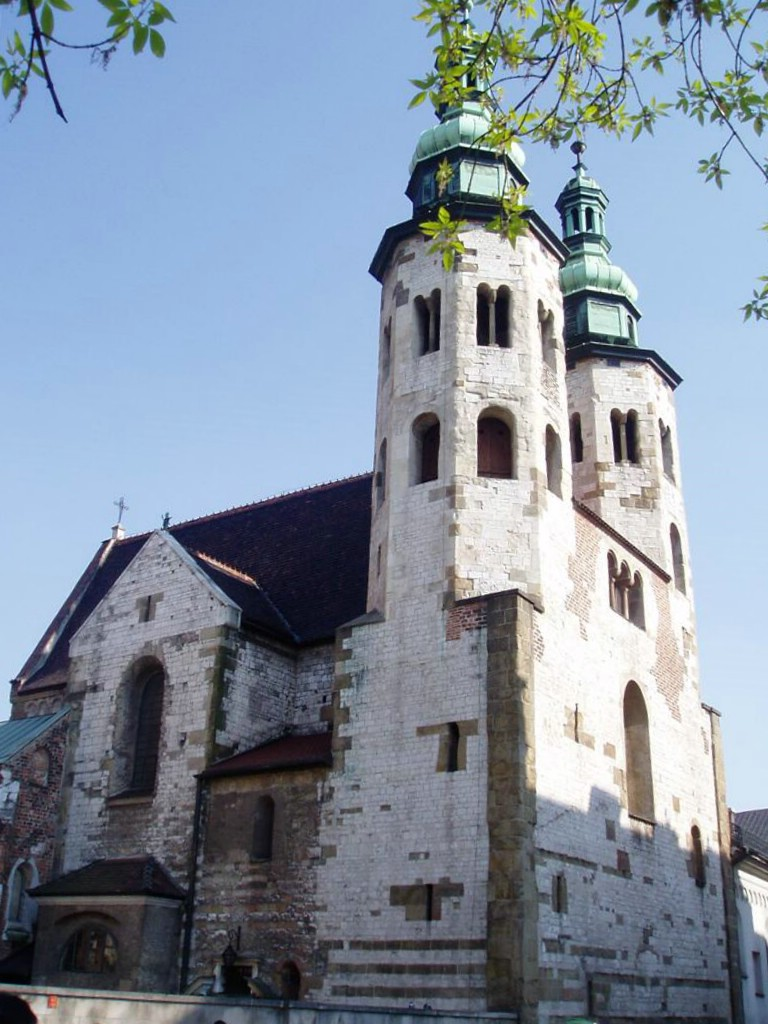
Костел святого Андрія в Кракові. Фото 2005 р.

Від найдавніших часів через Краків провадив старовинний транс-європейський торговельний шлях, який брав свій початок десь над Чорним морем і у Києві, проходив крізь т.з. Червенські городи. Тут шлях розділявся. Одна його гілка через Перемишль, Завихост та Віслицю вела до Кракова та Праги, а далі до Регенсбурга. Друга гілка торговельного шляху вела з Володимира (Волинського), Бугом та Віслою вела до Трусо поблизу суч. Ельблонга (з початку XII ст. до Гданська) і далі через Балтику, Фландрію та Рейн вглиб держави франків, аж до Могунції (з так само великим, як в Празі, ринком рабів).

Столицю Віслян — Краків вперше згадав, як вважають, в своєму повідомленні єврейський купець з Кордови в Іспанії Ібрагім ібн Якуб близько 965 р. Оригінал цього повідомлення не зберігся. Проте фрагменти оповідання ібн Якуба використав в творі «Книга доріг та країн» Абу Абдулах аль-Бакрі, що писав її в 1068 р. у Кордові в Іспанії. Щодо Кракова він цитує Ібрагіма ібн Якуба:
Що стосується краю Болеслава, то його відстань від міста Фарага [Прага] до міста [trkw] (що читають як Краква чи Карако — тобто Краків, але 100% певності немає) [вимагає] трьох тижнів подорожі. Місто Фарага [є] найбагатше в краю [слов'ян] товарами. Прибувають до нього з міста trkw [Краків?] Руси та Слов’яни з товарами, a також прибувають з ісламських країн, від євреїв та турків також з товарами, різними монетами, а з собою забирають рабів, олово та різні шкури.
Отже, якщо купці з Русі досягали Праги, то певно відвідували вони і Краків.
Через Краків проходив також шлях на ринки Чорного моря. Він проходив через землі сучасної України і мав складну траєкторію. Так знамениту атласну тканину, яку завозили до Кракова через Гданськ по Віслі, далі транспортували до Львова а завіти до Кам'янця-Подільського, звідки його переправляли до Білгорода, розташованого на Дністровському лимані. Тут тканини вантажили на кораблі та завозили ними до Кафи. Вже звідти товар розвозився на ринки Анатолії.
Про зв'язок держави Пястів із Руссю в XI ст. свідчить і викарбуваний під кінець життя короля Болеслава Хороброго так званий руський динар, на якому напис «Болеслав» виконано кирилицею. Припускалося, що він був випущений для заселених русинами Червенських городів. Проте більшість таких монет виявлено власне в Польщі, а не на території Червенських городів. Отже, імовірно, ця монета була актом маніфестації факту зайняття Києва Болеславом в 1018 р.
Анна Ярославна 1050 р. кілька місяців гостила на дворі Казимира Відновителя у його дружини — своєї тітки Добронеги. На згадку про це в сучасному Кракові у внутрішньому дворі палацу Велопольських встановлено їй пам'ятник.

Імовірно, руські купці мали свої торгові двори у Кракові, де зберігали і продавали товари, зупинялися під час дороги на Прагу. Свідченням присутності в стародавньому Кракові православного населення у XI ст. може бути невеличкий бронзовий вкритий емаллю хрестик візантійського зразка (з ушком для підвіски), що був знайдений на Ринку в помешканні XII—XIII ст. Вчені припускають, що він походить з могили знищеної при будівництві на цьому місці нової житлової садиби. Побачити цей артефакт можна в підземному музеї краківського Rynek Głowny.
В костелі св. Андрія на вул. Гродській (Grodzka) у сестер-кларисок зберігається ікона-мозаїка Матері Божої з XII/XIII ст., що походить з православної школи, пов'язана з традицією блаженної Саломеї, королівни галицької. Саломея (1211—1268 рр.) була сестрою малопольського удільного князя Болеслава Сором'язливого, а отже як і він мала русинську кров. Той видав її за галицького короля Коломана (від 1215 р.) з династії арпадів. Після його смерті у 1241 р. Соломія повернулася до Кракова та привезла з собою з Галичини цю ікону.
У костелі францисканців по вул. Францисканській (ul. Franciszkańska) похована блаженна Саломея. Місце її первинного поховання позначено плитою на підлозі костелу. Пізніше її поховання разом з братом — Болеславом Сором'язливим — перенесли до каплиці бл. Саломеї цього самого костелу. Каплиця розташована в куті північного крила трансепту з боку вул. Братської.
У костелі домініканців між вул. Столярською та Домініканською (ul. Stolarska i Dominikańska) наявні дві пам'ятки пов'язані з історією Русі. По правий бік від головного вівтаря звернемо увагу на могилу домініканця Яцека Одровонжа, який за легендою заснував домініканську місію в Києві. Друга пам'ятка знаходиться зліва від вівтаря — тут закріплена поховальна плита князя Лешка Чорного — супротивник Лева Даниловича, який боровся за краківське княжіння.
Цікаво також, що Мартін Ґруневеґ згадує також русько-візантійські розписи в каплиці при костелі домініканів у Кракові: «Як увійти до костелу, то видно одразу по правій стороні каплицю, досить велику і цілком розписану в грецькому стилю. Її називають королівською, і майже кожного дня відбувається тут жалобна молитва».
На місці сучасної вулиці Слов'янської (ul. Słowiańska), біля її виходу до вулиці Довгої (ul. Długa) існував костел Святого Хреста, який був заснований Владиславом Ягайлом та його жінкою Ядвігою в 1390 р. Сюди були запрошені бенедиктинці слов'янського обряду, які мали брати участь в католиченні нещодавно приєднаної до Польщі Русі.

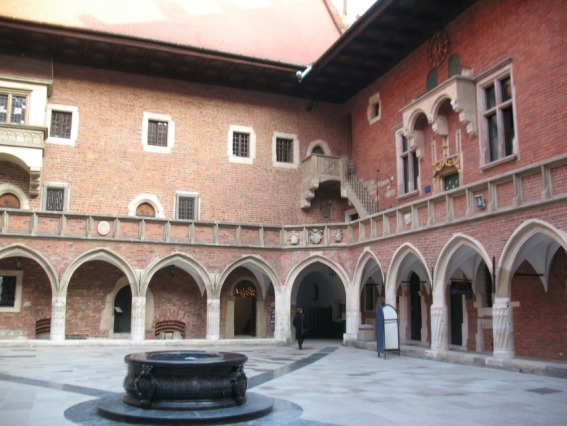
Найстарші будинки Ягеллонського університету — Collegium Maius. Фото 2011 р.

Найстарші будинки Ягеллонського університету — Collegium Maius (Центр міста, ріг вул. св. Анни (Św. Anny) та Ягеллонської (Jagiellońska) пов'язані з пам'яттю про багатьох українців. До Краківського університету (заснований у 1364 р.) українці вступали з першого року його існування. Згодом цей університет мав найчисленнішу українську аудиторію. Тільки протягом XV—XVI ст., як стверджують списки, тут одержали освіту до 800 юнаків-українців, зокрема із Львова —108 чол., з Городка — 19, з Кам'янця — 14, з Дрогобича — 15, з Бродів — 5, і т. д. Серед студентів зустрічаємо братів Григорія та Михайла Тичину, Русина Вартоломєя, Матвія Назаркевича з Нового Села та б. ін. Звичайно були серед них і кияни. Так, зберігся запис за 1466 р. — «Дмитро Степанович з Києва». В кінці XV ст. тут чимало українців училося разом з Коперніком, дехто з них захоплювався астрономією.
Студентом і засновником кафедри астрономії Краківського університету був Мартин Русин. На кафедрі Русина, який в числі перших звернув увагу на недоліки системи Пієрбаха, навчалися Яків з Залісся, Іван Брошка з Підляшшя, Микола з Шадка, Михайло з Довгопілля, Амброзій з Бардієва, Григорій з Нового Села, Бернард Ваповський з Радохонець. Також в університеті навчався й викладав поет і науковець Григорій Самборчик, а також випускник Падуанського університету Ян Лятос.
У 1409 р. професор Ян Існер у Кракові на розі вул. Голембя і Вісляної (Gołębiej i Wiślnej) заснував бурсу для убогих студентів (Bursa Ubogich або Bursa Isneri, Contubernium Pauperum). У своєму заповіті Існер зазначив, що у ній мають проживати бідні студенти. «а головно треба до неї приймати…литовців і русинів», які виявляють здібності до наук. Близько 1462 р. Бурсу для бідних студентів розбудував Ян Длугош, пізніше в 2 пол. XVI ст. значну суму на її реставрацію призначила королева Анна Ягеллонка, завдяки чому бурсу почали називати Ягеллонською. У 1786 r. будинок бурси поміняв призначення і став помешканням-бурсою для хірургів. На початку XIX ст. тут знаходилися військові казарми, що викликало значне руйнування будівлі. У зв'язку з відсутністю коштів на відбудову, влада університету у 1838 р. продала будинок. Новий володар розібрав старі стіни бурси і побудував на її місці класистичний будинок (під час німецької окупації, у ньому було розміщено українську книгарню).
З 1487 — у Кракові жив і працював визначний український науковець Юрій Дрогобич, ректор Болонського університету, професор Яґеллонського університету. Помер у м. Кракові, де й похований.
У 1491 році в Кракові постала Друкарня Швайпольта Фіоля, яка, зокрема, друкувала книги кирилицею. З його друкарні вийшли «Тріодь Пісна», «Тріодь Цвітна», «Осьмигласник» і «Часословець». Якщо перші дві були церковнослов'янськими, то Часлословець вийшов майже народною мовою тогочасних русинів-українців.

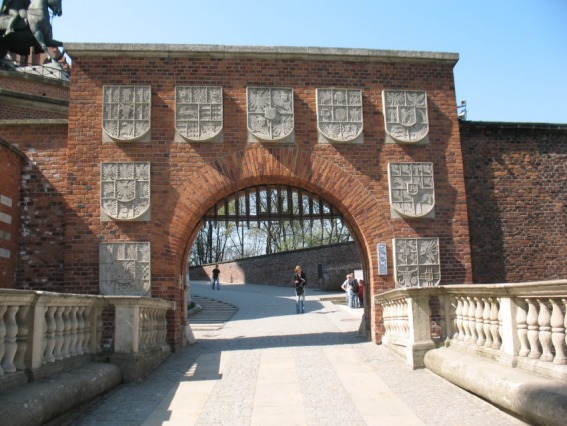
Гербова брама Вавельського замку. Фото 2011 р.

В практиці міського управління та інших аспектів Магдебурзького права в Києві та інших містах України використовувалися правничі збірники надруковані Б. Гроїцьким у Кракові. Найбільш знаним з них був надрукований тут 1559 року «Порядок міських судів в Короні Польській» із посвятою краківському каштеляну Янові Тарновському.
На Гербовій брамі Вавелю зображено герби Руського воєводства та давньоруських міст, які входили до Речі Посполитої: галка в короні — Галича, архангел Михаїл — Києва, а ведмідь — Холма. Герби міст з українських етнічних земель та пов'язаних з українською істрією — Ярослава, Перемишля, Холма, Нового Сонча, Ряшева, Тарнова та ін. розімщені на склепіннях внутрішньої зали Суконних рядів.

## Українські сліди у Кракові XVII—XVIII ст.
Існує інформація про те, що в другій половні XVII ст. — перших десятиліттях XIX ст. в Кракові по вул. Скавінській (ul. Skawińska), 44, навпроти отців боніфратрів діяла православна церква, парохом якої був о. Юхим Яхневич (Joachim Jachnewicz).
У костелі августіанців по вул. Августіанській 7 (Augustiańska, 7) знаходиться місце вічного спочинку ректора Києво-Могилянської академії Касіяна Саковича.
Перебуваючи в Кракові 1603 р., Іпатій Потій брав участь у церемонії з нагоди свята Божого Тіла. Він відправив дві служби у Маріацькому костелі, та на Казимирі в костелі св. Катерини.
Активним критиком православ'я виступав Петро Скарга, похований в краківському костелі Єзуїтів по вул. Гродскій (ul. Grodzka). Напроти костелу встановлено йому пам'ятник. В краківському костелі Єзуїтів знаходяться каплиці апостолів сходу св. Франциска Ксаверего та Франциска Боргіаша а також Архангела Михаїла — покровителя Русі-України, в той же час святі східної церкви Кирило Александрійський та Кирило Єрусалимський рухають символічний трон св. Павла.

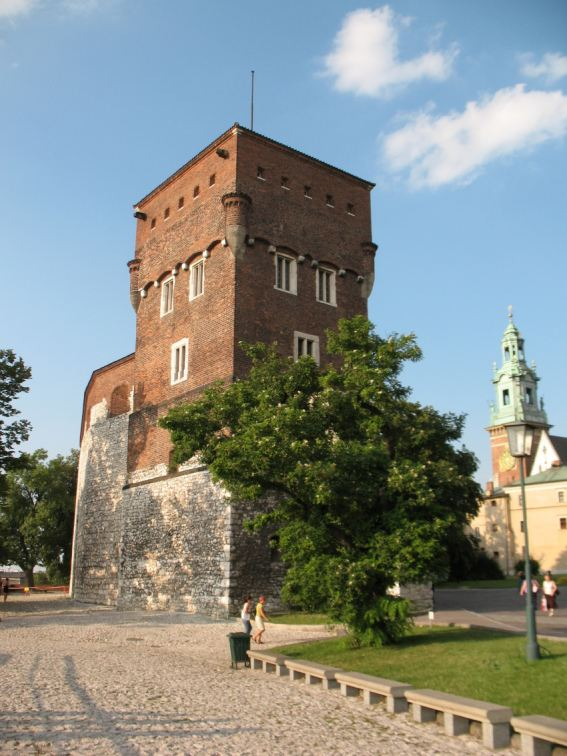
Злодійська вежа Вавельского замку — місце утримання отамана Мухи та Костки-Напірського. Фото 2011 р.

У Кракові збергіаються артефакти визвольного повстання Богдана-Хмельницького. Зокрема у Національному музеї по вул. 3 травня (3 Maja), 1, у фондах (інвентарний номер MNK V-3309) зберігається бердиш, який 8 листопада (за старим стилем) 1648 року, в день святого Михаїла, під Замостям було піднесено Богдану Хмельницькому. У так званій злодійській вежі Вавелю тримали ватажків селянських повстань: отамана Муху (1490 р.) та Олександра Костку Напірського (1651 р.) — поляка, що підняв на повстання горян з Підгалля.

## Українці в Кракові в XIX ст.— 1918 р.

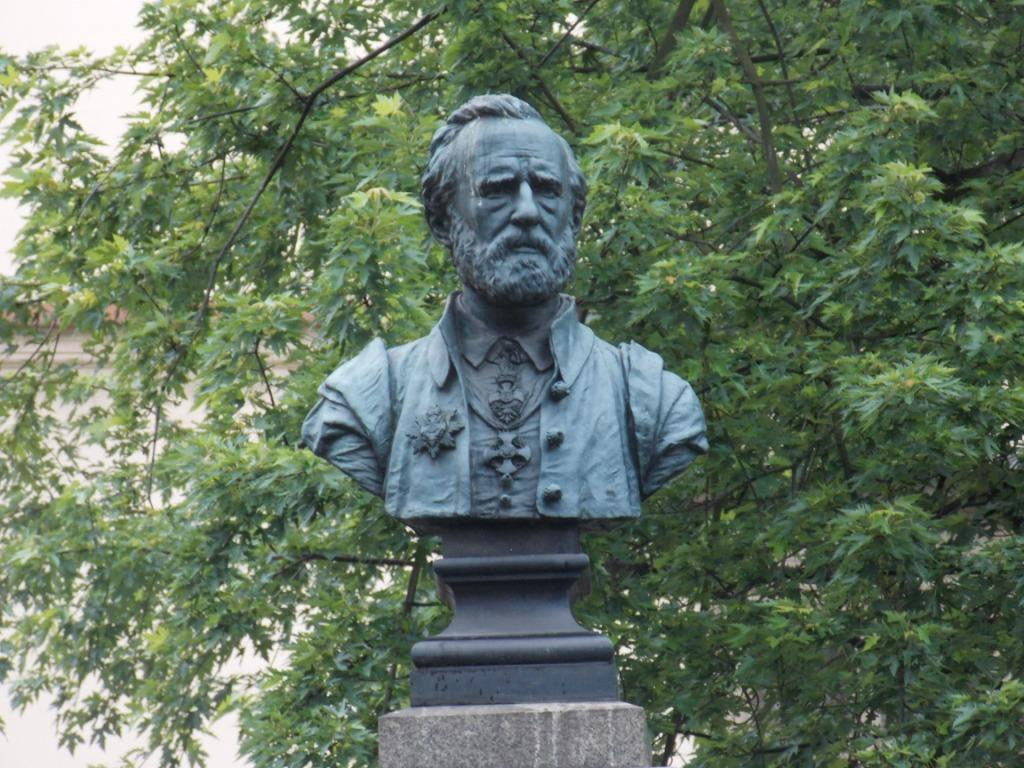
Пам'ятник Миколі Зиблікевичу у Кракові на площі Всіх Святих. Фото 2014 р.

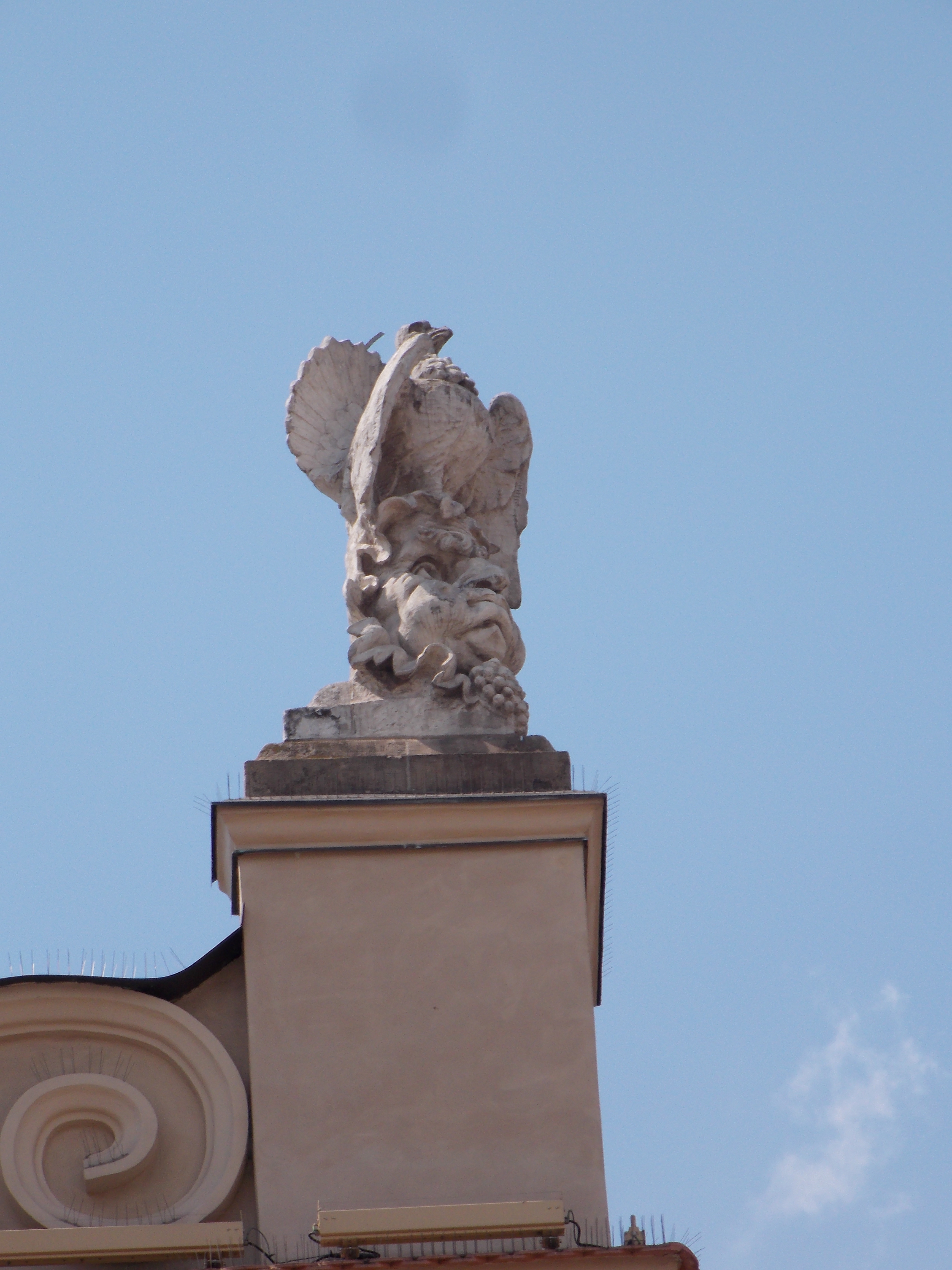
Маскарон — індик на центральному перекритті Суконних ріядів- шарж на русина- мера Кракова Миколая Зиблікевича. Фото 2014 р.

Станом на 1892 р. у Кракові проживало біля 2000 осіб греко-католицького віросповідання — більшість з яких становили українці, ще один з «Моїх народів» за висловом австрійського імператора. «Було гарно!» — писав згадуючи «Український Краків», перед 1914 р. Богдан Лепкий. Перелом XIX та XX ст. характеризувався пожвавленням національної консолідації європейських народів, що не мали своєї державності. Українці не становили винятку. Тож і у Кракові місцеве українство поступово підвищувало свою самосвідомість, та консолідувалося навколо Греко-Католицької Церкви, яка на той час вже має яскраво виражену національну орієнтацію. А згодом в освітніх закладах, чи то Ягеллонському університеті, чи то Краківській художній академії виникають кола-громади українських студентів. Підвищення рівня свідомості краківських українців призвело до створення краківської філії «Просвіти». Краківська атмосфера впливала на формування таких постатей, як Василь Стефаник та Богдан Лепкий та виховувала плеяду українців готових битися за свою Батьківщину в рядах Українських Січових Стрільців та Української Галицької Армії.
Зустрічі українства відбувалися в різних місцинах, зокрема в кавʼярні "Pod Matką Boską" (на розі Ринку та Ґродської), де увагу та просвіту на себе брав В. Липинський.

### Сліди Січневого повстання 1863р.
На вулиці Шпитальній, 7, на стіні будинку розміщено меморіальну дошку січневого повстання 1863 р. Тут знаходився вербувальний пункт повстання. На дошці під гербами Литви та Польщі знаходиться і символ Русі — архангел Михаїл. Ще одне місце пам'яті Січневого повстання пов'язане з Україною — краківська вулиця названа на честь Андрія Потебні на Подгуржу неподалік від монументального костелу св. Йосифа.

### Микола Зиблікевич
Зауважимо, що інша ж частина українців, таких як Микола Зиблікевич, активно асимілювалася і проголосила, що вона є русинами лише з походження, живучі в межах польського культурного середовища. Пам'ятник Миколи Зиблікевича знаходиться на площі Всіх святих, а портрет мера кисті Я. Матейки, 1887 р. знаходиться в галереї польського живопису в оновлених Сукенницях.
М. Зиблікевич має у Кракові і зовсім інший — сатиричний пам'ятник. Він і інший відомий мер Кракова Юзеф Дітль увічнені також маскаронами на так званому «хресті» (центральному перекритті) Сукенниць. Ці маскарони виконанні у вигляді людських голів, на маківках яких всілися півень (у Дітля) та індик (у Зиблікевича). Маскарони ці належать скульптору В. Гадомському і з'явилися тут під час перебудови Сукенниць в 1875—1879 рр. Помер Микола Зиблікевич 16 травня 1887 р. у Кракові і похований на Раковицькому цвинтарі. На честь Миколи Зиблікевича у Кракові названо також вулицю.

### Хрестовоздвиженська греко-католицька парафіяіцерква св. Норберта

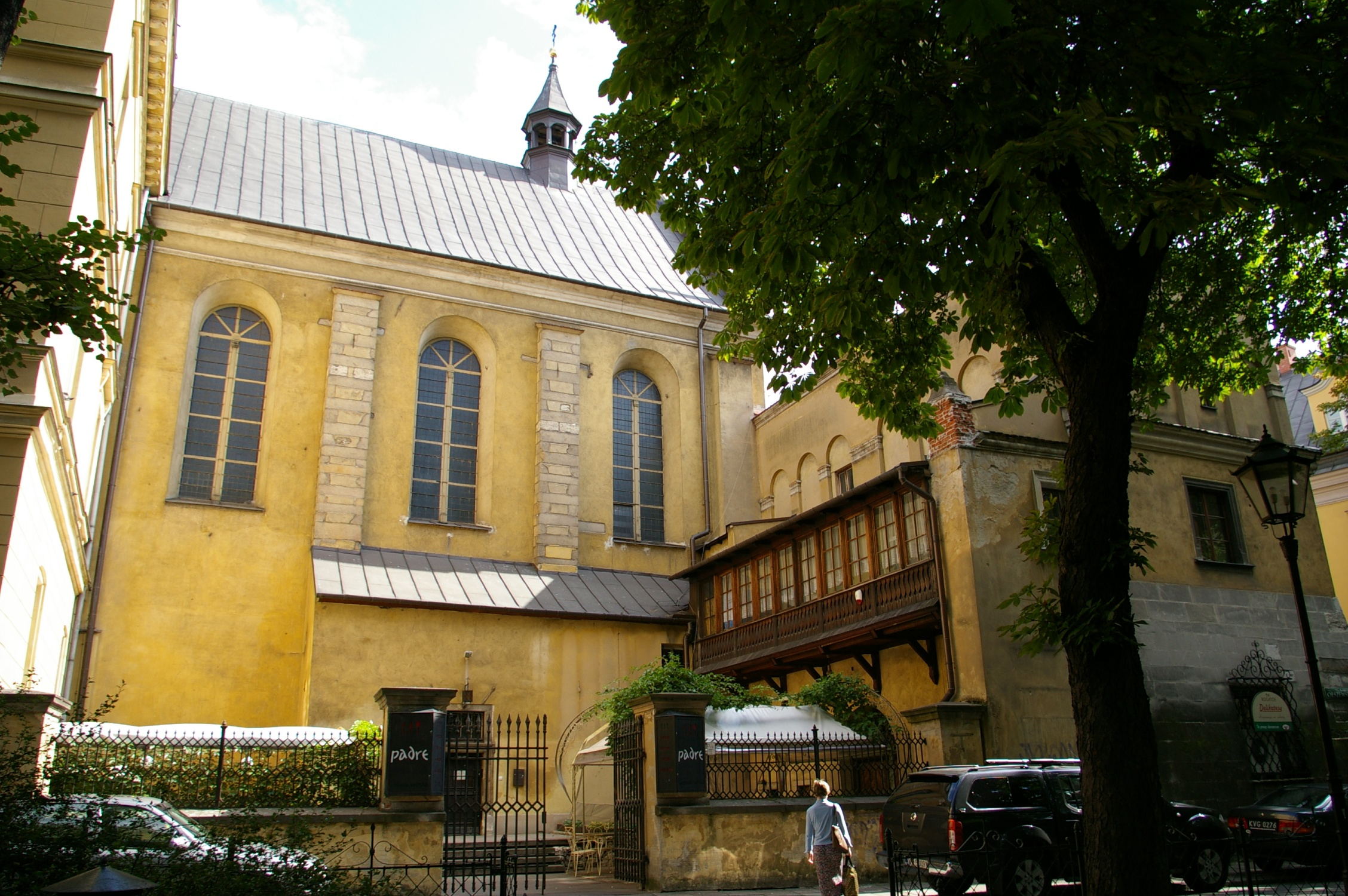
Українська греко-католицька церква св. Норберта в Кракові. Фото 2007 р.

На вул. Вісьльнії (№ 11, ul. Wiślnа 11) розташовується одна з найстаріших за межами України — греко-католицька церква св. Норберта та парафія Воздвиження Святого Хреста, що від самого свого створення була і до нашого часу залишається центром української громади Кракова. Їй передували інші місця греко-католицьких богослужінь. У 1788 р. по касації філії монастиря бернардинців по вул. св. Яна, 6, його будівлі були передані василіанам. Це був початок української парафії у Кракові (ймовірно, третя по часу заснування (1788 р.) греко-католицька парафія за межами України після парафії святих мучеників Сергія та Вакха у Римі — 1637 р. та парафії св. Варвари в Відні — 1784 р.). 
З 1784 р. при Краківський академії (суч. Ягеллонському університеті) був свій греко-католицький священник, який забезпечував релігійні потреби студентів цього визнання. Втім, де відбувалися ці служби не зрозуміло. Пізніше усі споруди монастиря о вул. св. Яна, 6 були виставлені на продаж і були продані угорському купцю Кнотцу. Василіани шукали нові можливості для богослужінь. Відомо, що 23 серпня 1797 р. о. Флоріан Кудрієвич клопотав про це у влади. У 1801 р. було визначено для цього каплицю Матері Божої Болесної при костелі краківських францисканців на площі Всіх Святих (pl. Wszystkich Świętych), 5. 26 лютого 1808 р. василіанам віддано скасовану в 1802 р. філію монастиря сс. Норбертіанок з Сальватора при вул. (Брамі) Вісьльній (№ 11, ul. Wiślna 11) — храм та одноповерхову будівлю. Хоча св. Норберт не значиться в греко-католицьким календарі і церква набула з 1855 р. нової посвяти, як Хрестовоздвиженська, тим не менше церква продовжувала називатися старою назвою. 1850 р. з церква згоріла разом з будівлею плебані, в пожежі яка поглинула 180 кам'яниць різних вулиць Кракова і 4 костели, включно з церквою св. Норберта. о. проф. Л. Лаврисевич, після знайдення прихистку у настоятеля парафії св. Флоріана о. Кароля Феліги, останні 4 роки свого життя терпляче працював над відбудовою парафії. В церкві встановлено іконостас збудований архітектором П. Стриєнським з іконами виконаними за ескізами Яна Матейка.
Неподалік від церкви, на відрізку парку Планти, поміж вулицями Вісьльною (Wislna) та Collegium Novum Ягелонського Університету, з боку вулиці Смоленськ, знаходиться напівкруглий відрізок Плант, який ще перед війною називали Колом або Руським колом. Тут щороку влаштовувалося свято Йордану.

### Українці в Яґеллонському університеті

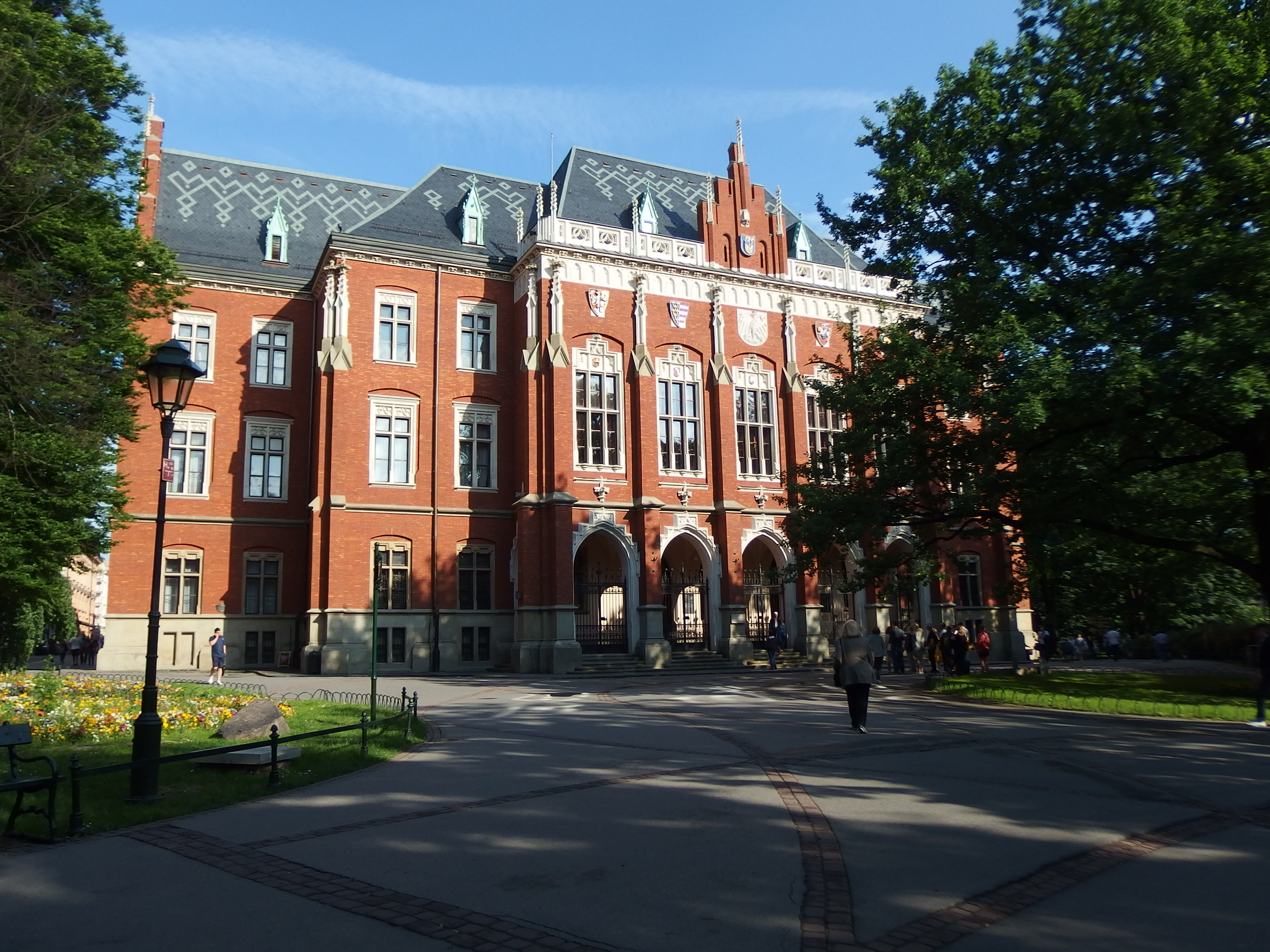
Collegium novum Ягеллонського універистету в Кракові. Фото 2015 р.

За австрійських і польських часів сотні українців закінчили Яґеллонський університет. В XIX ст. на теологічному факультеті Яґеллонського університету викладали, а одночасно здійснювали функції парохів місцевої парафії священники Ф. Кудревич, Л. Лаврисевич, О. Черлюнчакевич. У Кракові українці вивчали переважно медицину (з 1889 р. професором медицини був Валерій Яворський; 1848—1924), а також інші предмети. Наприкінці XIX ст. українські студенти Яґелонського університету заснували Академічну Громаду (а в 1920-х рр. — Українську Студентську Громаду в Кракові, яка у 1930 р. нараховувала близько 400 студентів). У Яґеллонському університеті навчалися такі особистості, як В. Стефаник, К. Гриневичева, І. Прийма, Р. Яросевич, В. Старосольський, В. Вітошинський та багато інших.

### Краківська філія товариства «Просвіта»

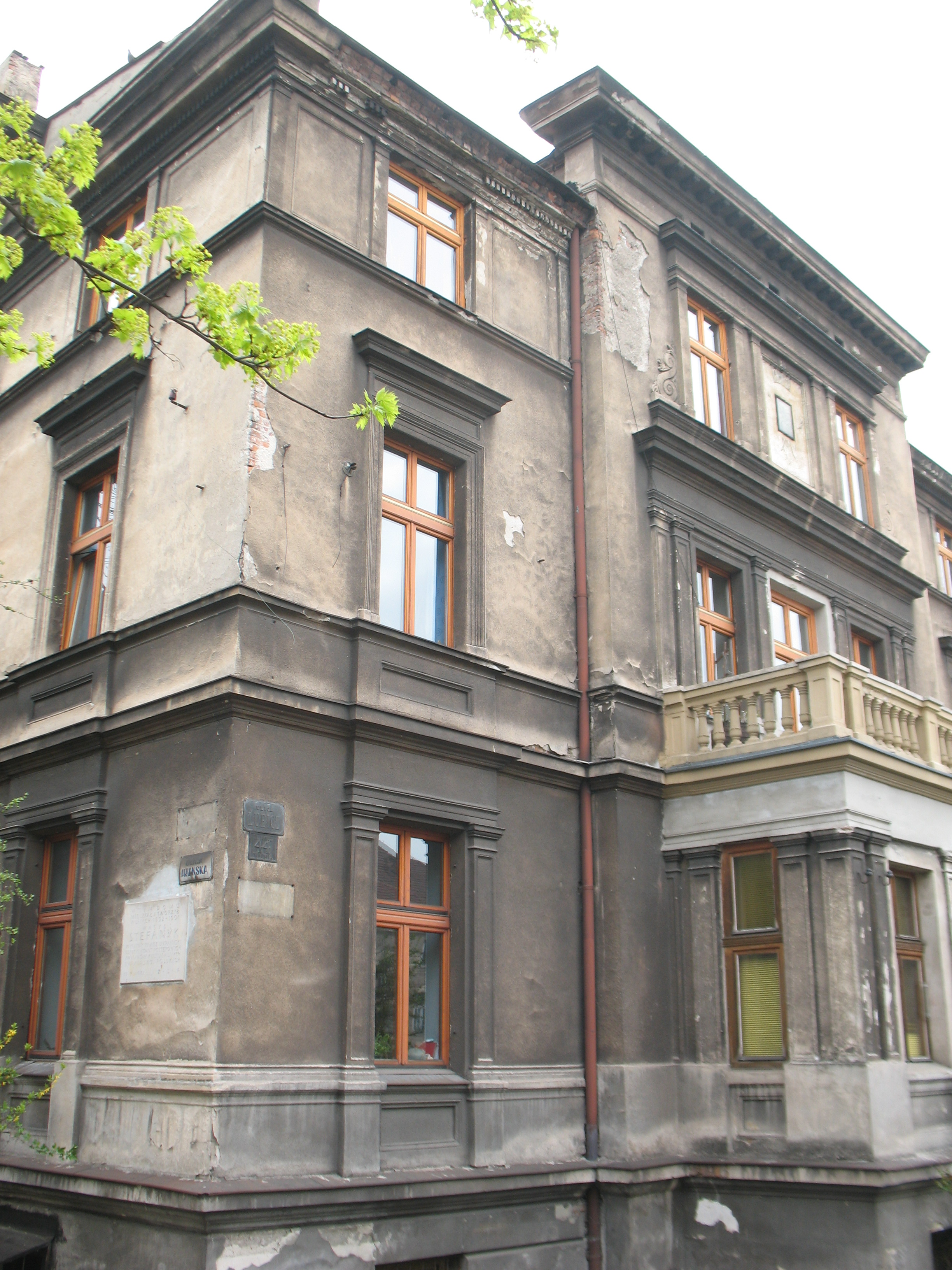
Будинок на вул. Аріанській (Ariańska), 1 у Кракові, в якому на третьому поверсі жив Василь Стефаник. Фото 2011 р.

Перша локалізація краківської філії товариства «Просвіта» — вул. Ягеллонська (Jagiellońska), 11. Філія була створена 30 грудня 1894 р. українськими студентами і залізничними працівниками. Одним з її завдань, вказаних у статуті, була організація того, щоб українці на чужині мали власний прихисток та дім. Краківська просвіта зібрала майже всіх українських мешканців Кракова і функціонувала без перерв, аж до 1918 р., коли після вибуху польсько-української боротьби за Львів її діяльність перервала польська поліція. Священники Хрестовоздвиженської парафії старалися чувати над моральним рівнем «Просвіти». Філія організовувала лекції, дружні зустрічі, тут функціонувала бібліотека, а з 1898 р. розпочато навчання української мови для дітей. Окрім того Товариство присуджувало невеликі стипендії для українських студентів, також взяло під опіку українську промислово-ремісничу бурсу в Новому Сончі. «Просвіта» організовувала культурні заходи, які притягали не тільки українську, але й зацікавлену польську громадськість. Зокрема, відбувалися концерти на честь Тараса Шевченка. Особливою популярністю користувалися вони у 1895 та 1902 рр.

### Василь Стефаник, Богдан Лепкий та В'ячеслав Липинський

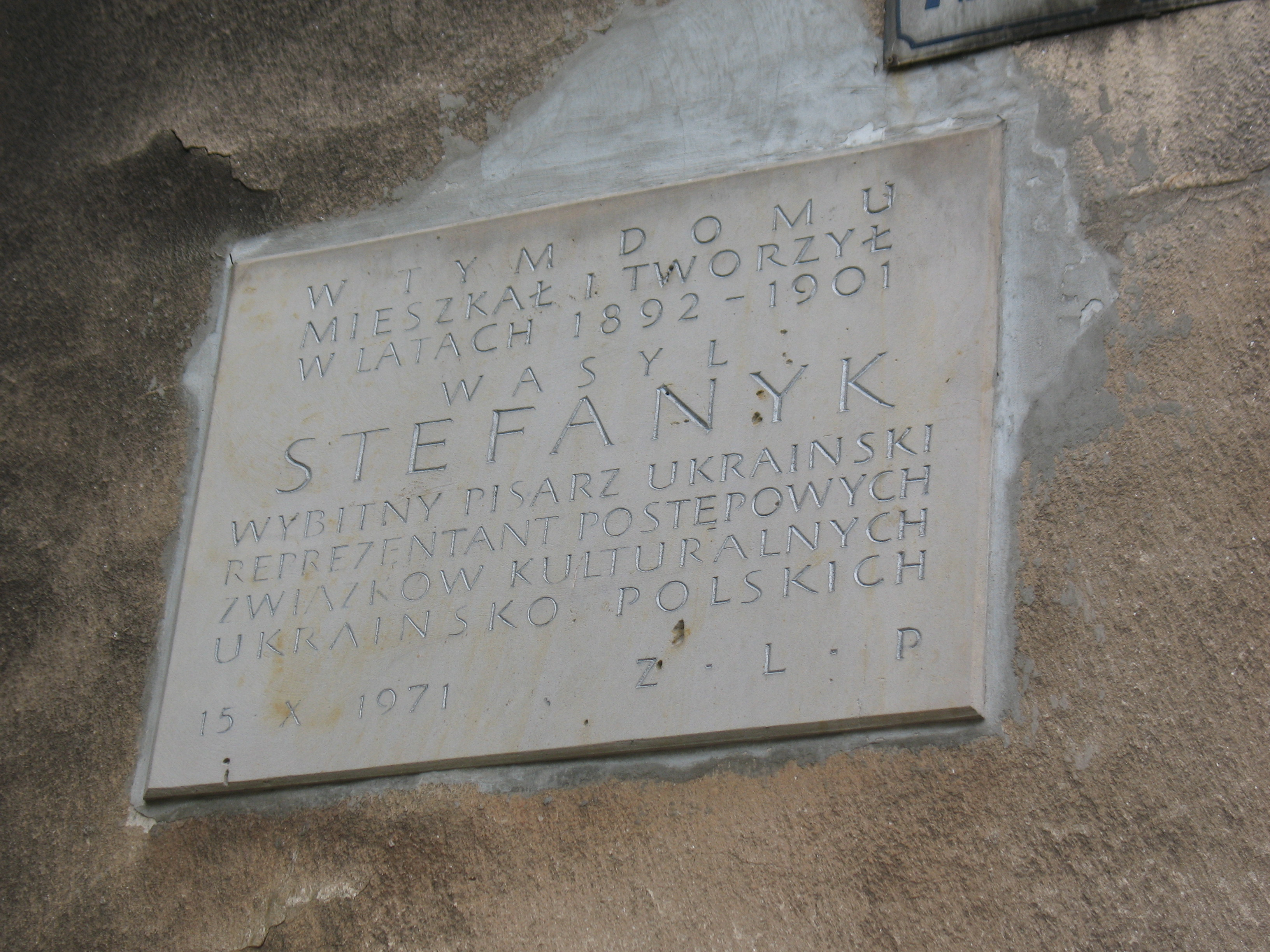
Меморіальна дошка Василю Стефанику у Кракові на стіні будинку по вул. Аріанська, 1. Фото 2011 р.

У 1892 р., по закінченні Дрогобицької гімназії Василь Стефаник вступив до медичного факультету Ягеллонського Університету. В Кракові він мешкав на третьому поверсі будинку по вул. Аріанській (Ariańska), 1. Упродовж 1899 р. через Краківський вокзал прокотилася хвиля українських емігрантів за океан. Вони походили з Буковини та Покуття. Долею емігрантів переймався В. Стефаник, який регулярно ходив на вокзал щоб якось допомогти їм та поговорити з ними. Саме сцени еміграції надихнули його на тужливу новелу «Каміний хрест». У кав'ярні «Яма Міхаліка» по вул. Флоріанська (Floriańska), 45 В. Стефаник зустрічався з представниками польської інтелегенції.
1899 р. після відкриття в Ягеллонському університеті навчання української мови та літератури на запрошення викладати ці предмети в місті з'явився Богдан Лепкий. Одночасно він працював професором у третій гімназії ім. Яна Собєського (вул. Яна Собеського, 9) і в гімназії св. Яцка (в ул. Сінна (Sienna), 11) у Кракові, як доцент «виділових курсів» для вдосконалення кваліфікації вчителів. Квартира Лепкого за адресою вул. Зелена (тепер Сарего, Sarego), 28 — була місцем постійних зустрічей та проживання представників української інтелегенції, які перебували у Кракові.
1903 р. до Ягеллонського університету в Кракові поступив В'ячеслав Липинський. Окрім агрономії він слухав лекції з інших предметів, зокрема, історії, а також відвідував лекції української літератури Богдана Лепкого. Коли українське товариство почало збиратися у кав'ярні Мрожинського, (на Rynek Głowny з боку від Сукенниць), Липинський збирав тут великі групи слухачів.

### Митці
Колишня школа малюнку та живопису, перетворена Я. Матейком в Краківську Академію Образотворчого Мистецтва пл. Яна Матейки (pl. Jana Matejki), 13 стала місцем становлення нових українських та польських українофільних художників. Найбільший вплив на українських студентів академії мали в той час професори Леон Вичулковський, Ян Станіславський (народжений в Україні), Теодор Аксентович, Яцек Мальчевський, Костянтин Лащка. Ян Станіславський відвідував Київ. Збереглася його картина вид долини Дніпра з правобережних круч, а Олександр Мурашко намалював його портрет (1905—1906 рр). Смерть Я. Станіславського залишила без керівника кафедру живопису аж до 1920 р. Імпресіонізм та наявна в творчості обох художників українська тематика на думку Дем'яна Горняткевича призвели до появи в їх колі багатьох українців.
Серед українських «краківських» художників Олекса Новаківський (вчився у академії в 1892—1903 рр.) та Осип Курилас (вчився у академії в 1895—1900 рр.), Іван Труш (вчився у академії в 1891—1897 рр.). Учнем Яна Станіславського та Фердинанда Рушиця у Краківській академії був Микола Бурачек. Тут навчався також майстер українського модерну Михайло Жук. Але точно встановити скільки українців навчалися в академії не вдається. Станом на 70-х рр. XIX ст. до 1918 р. Д. Горняткевичу вдалося розкушкати прізвища 81 українського студента, що навчався тут (зокрема Михайло Бойчук, Олекса Мавберг, Іван Северин, Іван Сосенко, Іван Кулець, Михайло Гаврилко, Юліан Буцманюк, Осип Сорохтей).
Окрім того в той час польські майстри часто творили в українському дусі. З деякими їх творами можна ознайомитися у галереї в оновлених Сукенницях — філії Національного польського музею.
У міському театрі ім. Ю. Словацького в Кракові, на площі Святого Духа (pl. Sw. Ducha), 1 в кінці XIX ст. виступали легендарні українські співаки С. А. Крушельницька та О. П. Мишуга.
У Кракові на Плантах розміщено також пам'ятник «Боян» в пам'ять про співця козацького романтизму Богдана Зелеського.

### Андрій та Климентій Шептицькі у Кракові
Краків був місцем, де здобував освіту майбутній митрополит Андрей (тоді Роман) Шептицький. Він вперше з'явився тут восени 1879 р., коли разом зі своїми двома братами Юрієм та Олександром розпочав навчання у 5 класі краківської гімназії Святої Анни, яка тоді розміщувалася по вул. Świętej Anny, 12.  Мати — Софія з Фредрів влаштувала своїм помешкання в палаці Водзіцьких  по вул. Святого Яна (ul. św. Jana), 11, на якому сьогодні можна побачити меморіальну дошку митрополитові Андрею Шептицькому. Ця дошка була відкрита 30 липня 2004 р.

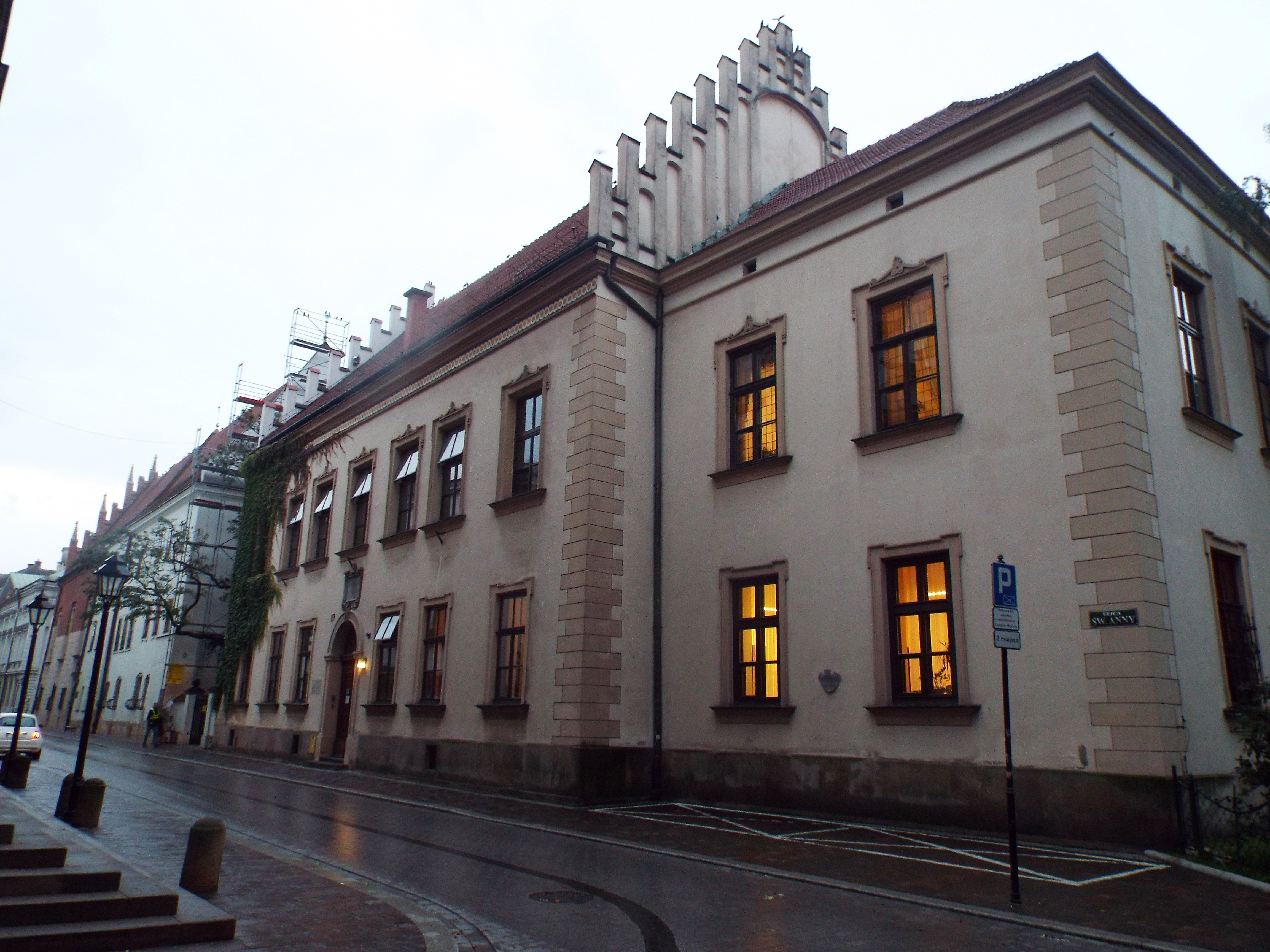
Краківська гімназія Св. Анни, на момент навчання Андрія Шептицького розміщувалася по вул. Świętej Anny, 12. Фото 2021 р.

В 1883 р. Роман закінчив гімназію та 1 жовтня того ж року розпочав військову службу в уланському полку у Кракові. 8 січня 1884 р. його приводять із казарми додому та діагностують скарлатину. Батькові вдається звільнити Романа з війська й у травні родина повертається з Кракова до Прилбич. 27 квітня 1888 р. Роман Шептицький вдруге приїхав до Кракова і через три тижні здобув тут науковий ступінь доктора права на юридичному факультеті Ягеллонського університету. Від жовтня 1888 до червня 1891 р. вже як брат Андрей, мешкав у Краківському Єзуїтському колегіумі на Малому ринку (монастир при костелі св. Варвари), де відвідував курси з богослов'я та філософії.
1891 р. під час перебування в Закопаному, Андрей Шептицький познайомився зі Станіславом Віткевичем — творцем закопянського стилю. Вітекевич був професором у Краківській академії мистецтв та приглядався до студентів з України, яких висилав до академії Шептицький. Віткевич рекомендував Шептицькому кого треба підтримати стипендіями для подальшого навчання в Європі. Так Андрій Шептицький підтримав, зокрема, О. Новаківського та М. Бойчука.
Андрій Шептицький дуже поважав брата Альберта Хмельовського — монаха, помічника убогих та талановитого художника. Шептицький дав велику суму на прихисток для бездомних брата Альберта, але замовив за це образ. Намальований братом Альбертом Христос в терновому вінці — Ecce Homo був любимим образом митрополита. Він висів разом з образом намальованим його матір’ю над ліжком хворого митрополита. На разі цей образ можна побачити в санктуарії брата Альберта на вул. Jana Woronicza, 10.

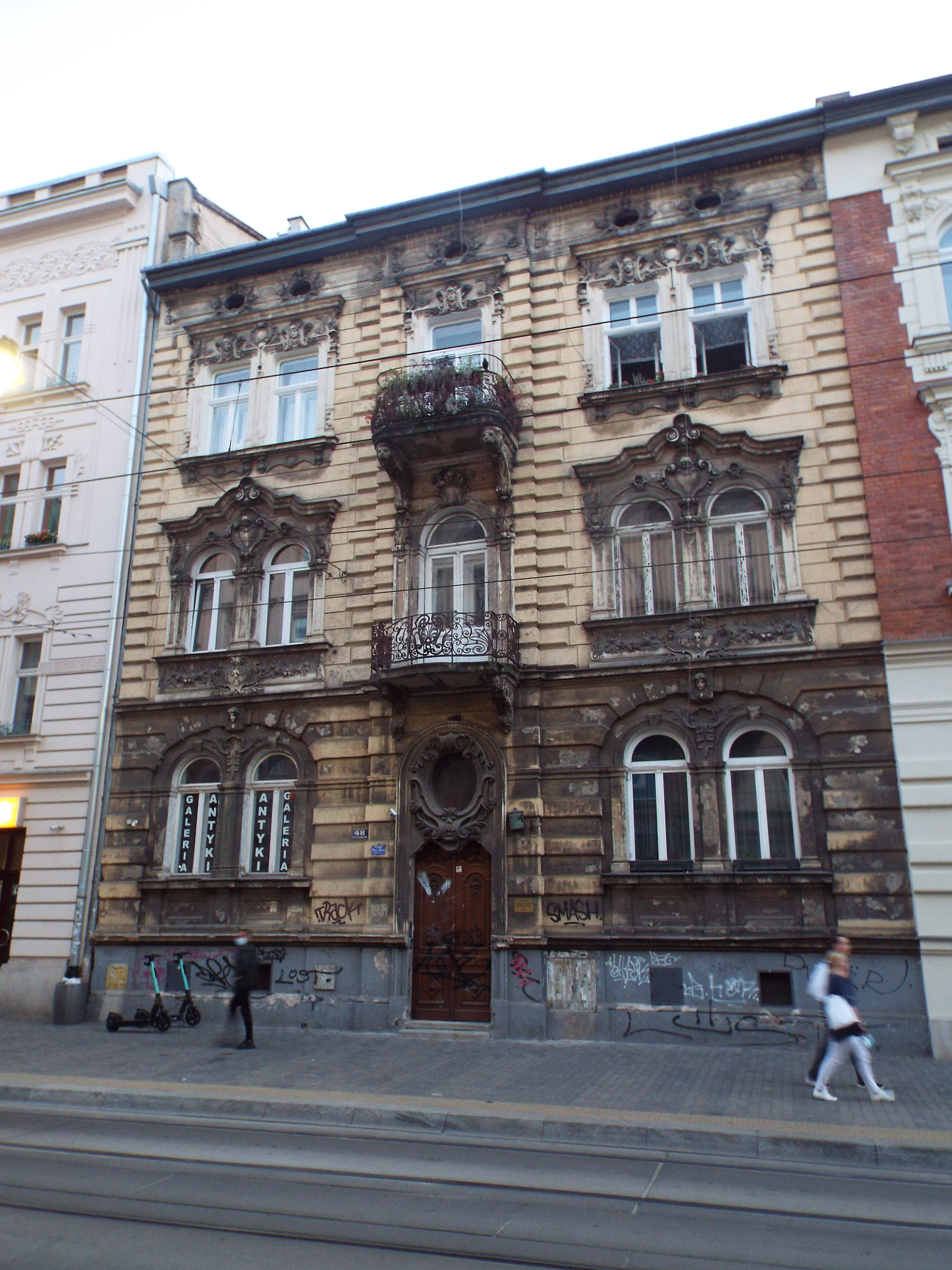
Кам'яниця Шептицьких. Краків, вул. Karmelicka, 48. Фото 2021 р.

Брат кир Андрея — Климентій (Казимир) Шептицький також закінчив гімназію Святої Анни у Кракові. У навчальному році 1883/1884 рр. Казимир залишається сам у гімназії Святого Яна: старші брати Олександр та Станіслав продовжили навчання у гімназії № 3 ім. Яна ІІІ Собеського. Після завершення навчання 1884 року, на Зелені свята, Казимир і Станіслав отримали з рук єпископа Янішевського тайну Миропомазання. Урочистість відбулась у костелі Навернення Святого Павла, який і нині стоїть у Кракові на вул. Страдомській, 6. 1892 р. Казимир разом із представниками краківської аристократії та професурою організував благодійний вечір з метою збору грошей для дітей, які голодують через важке матеріяльне становище. Акція відбулася 10 лютого у готелі «Саському» за участі багатьох знаних галицьких політиків, меценатів та краківської професури.
У Кракові існує ще один будинок в апартаментах якого після смерті Павла Попеля під час перебування в Кракові зупинялися Шептицькі — кам'яниця по вул. Кармелітська, 48.
В 2007 р. у краківському санктуарії в Лагевніках було відкрито греко-католицьку каплицю Святого Андрія. У розписах каплиці представлено благословенних Андрея та Климентія Шептицьких.

## Українці в Кракові у 1918—1923 роках
Після поразки українських визвольних змагань на західно-українських землях багато хто з їхніх учасників опинився у краківському концентраційному таборі Домб'є, а діяльність українських громадських організацій у місті було фактично припинено. Повсюдною була недовіра та підозрілість до українців. І тим не менше вони потроху поверталися до громадського життя міста над Віслою, яке здавна славилося своєю багатокультурністю. Нечисленну українську спільноту міцно консолідує заглиблення в себе, створення традицій українсько-галичанського народного зриву ЗУНР та боротьби Великої України під прапорами УНР. Відданість щонайменших горсток українців національним ідеям поступово створювала гарне запілля для підтримки українських підпільних організацій, що поставили собі за мету виборювання української незалежності.

### Краківські українці та поляки в польсько-українській війні 1918—1919 рр.

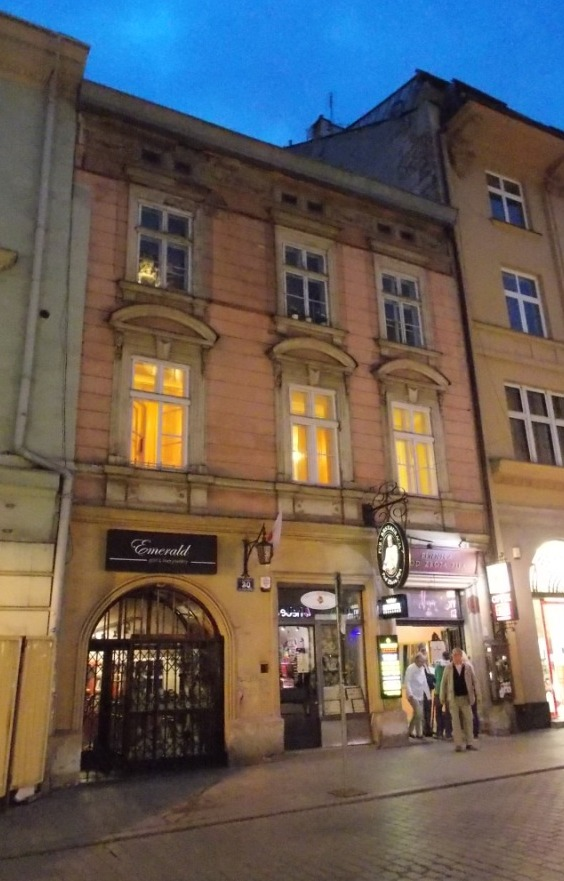
Будинок по вул. Флоріанська, 30, в якому в 1918 р. містилася краківська філія товариства «Просвіта». Фото 2014 р.

Новина про українсько-польські бої у Львові викликала піднесення в польській громадськості Кракова. Вона кинулася надавати польським відділам різноманітну допомогу. Так, з групи університетських професорів на чолі з Емілем Годлевським було утворено Бюро відсічі Львова. З його ініціативи було проведено велике віче в краківській залі «Сокола». Розпочато відповідну пропагандистську акцію, набір добровольців та пересилку їх до Львова. Необхідно зазначити що Юзеф Пілсудський без великого ентузіазму сприйняв необхідність військової допомоги Львову проти українців, в яких бачив своїх союзників проти більшовицької Росії. Тож польська громадськість і локальна військова влада змушені були імпровізувати.
Пам'яткова дошка на австрійських військових кошарах по вул. Райській (Rajska), 1. говорить, що «з цих кошар в листопаді 1918 року вирушали на відсіч оборонцям Львова перші відділи польського війська».
З вибухом боїв за Львів краківська «Просвіта» на вул. Флоріанській, 30 опустіла. Молоді українці поїхали на схід, щоб виконати свій патріотичний обов'язок. В Кракові з українців залишилися лише ті, хто мусив залишитися, чи ті хто вже не міг ніде поїхати.
Генерал Юзеф Галлер, який прислужився Польщі в боротьбі проти українців, похований у військовому костелі Святої Агнешки в Кракові.

### Табір в Домб'ю
Ще в часи Першої світової війни в Домб'ю в Кракові діяв австрійський табір для військовополонених. Табір в Домб'ю (№ 1), вже тоді — дільниці Кракова, знаходився між вул. Могильською, Косинерів та Домбською. На початку листопада 1918 р. цей табір залишили полонені з російської, сербської та італійської армій, а розташовані тут муровані та дерев'яні будівлі опинилися в розпорядженні польської військової влади. Табір в порівнянні з іншими мав непогані санітарно-житлові умови. У листопаді 1919 р. в Домб'ю перебувало 274 в'язнів більшовицької армії (багато з яких було українцями), 239 в'язнів з Східної Галичини та 2288 інтернованих осіб з цього ж регіону. Загалом 3801 особа. При цьому гранична місткість табору була встановлена польською військовою владою в 8000 людей. Наразі частина території колишнього табору це запущений пустир та убогі приватні ділянки. Проте перед будівлею воєводської комендатури поліції в два ряди кошарові будинки, які виористовувались як бараки табору.
На полях XXVII і XXVIII Раковицького цвинтаря на площі 755,9 м2, в 3-х рядах братських могил спочивають 1253 особи (відповідно 751 і 502) померлі в таборі. Поховання на території Раковицького цвинтаря та терен, на якому розташовувався табір в Домб'ю, стали тими матеріальними символами, які підтримували в краківських українцях традицію прочитання борців за свободу як Галицької, так і Наддніпрянської України. Особливо важливо це було після остаточного вирішення питання про приєднання Східної Галичини до Польщі в 1923 р. Щороку тут відбувалися жалібні богослужіння за душі загиблих. В 1928 р. опікою над могилами зайнялася спеціальна організація краківських студентів — філія Львівського «Товариства охорони військових могил». В 1929 р. постав проект пам'ятника на могилах авторства скульптора Сергія Литвиненка. Втім з-за браку коштів та відсутності дозволу з боку польської влади пам'ятник звести не вдалося. Як свідчать фрагментарні архівні дані, колись на могилах стояли один металевий і один дерев'яний хрести. А наявний сьогодні пам'ятник було відкрито лише в 1998 р.

### Українці в нових політичних реаліях
Після закриття читальні Краківської «Просвіти» єдиною легально діючою краківською українською організацією залишалася добре нам вже відома греко-католицька парафія св. Норберта по вул. Вісляній, 11. Керуючий в той час парафією о. Іван Уруський (народ. в с. Журавиці біля Перемишля, помер 26.06.1932 р. в Кракові) від 9.01.1914 р. адміністратор, а від 3.06.1919 р. настоятель. Йому також було довірено на зберігання майно краківської «Просвіти» по її ліквідації восени 1918 р.
Пам'яткою цього періоду є також образ Богородиці в бічному олтарі греко-католицької церкви св. Норберта пензля Осипа Куриласа.
З осені 1919 р. почали прибувати до Кракова нечисленні українські студенти. В своїх спогадах з того часу Дем'ян Горняткевич, який після звільнення влітку 1919 р. з табору інтернування в Домб'ю продовжив перерване навчання в Краківській художній академії, окреслив їх контакти як дуже рідкісні і дуже офіційні. Зустрічалися головним чином під час служб в церкві св. Норберта. Незважаючи на бойкот польських вищих навчальних закладів, який проводився патріотичними українцями до 1925 р. (в цей час більшість українських студентів навчалася в Чехословаччині та Німеччині), дехто з українців все одно навчався в Кракові. В цей час популярністю користувалися вже знайомі нам Ягеллонський університет та Краківська академія мистецтв, а також знову створена Краківська гірничо-металургійна академія.
З-за хронічної недовіри польської влади спроби українців поновити громадські організації провалювалися. Так, невдалими були спроби відновлення «Просвіти» під кінець 1920 р. Незважаючи на те, що організацію тоді відновлено не було українці не сиділи склавши руки. В цих умовах вони почали активніше приватно контактувати з метою вироблення такої форми діяльності, яка б призвела до накопичення матеріальних засобів на ширшу діяльність та підтримку українських студентів у навчанні. Збиралися на приватних помешканнях. Зокрема, в лютому 1920 р. відбувся вечір української патріотичної пісні у приватному помешканну Марії Пепчинської по вул. Шлях (Szlak), 30. З покоління старих українців-краків'ян тоді тут були присутні між іншим духовні особи — др. Й. Маркевич і православний польовий капелан (очевидно з гарнізонної православної церкви, яка з 1918 р. знаходилася в приміщенні колишнього манежу для коней на вул. Могильскій, не збер.) О. Циганюк. Була також присутня численна молодь. Присутні постановили організувати традиційний концерт на честь Тараса Шевченка.
Він відбувся на весні 1920 року в тому ж самому помешканні Пепчинської. Там звучала підбірка пісень українських січових стрільців та промова Альфреда Будзиновського — рахункового радника Намісництва в Краківському інспектораті окружної сільськогосподарської допомоги. Концерт подібного характеру відбувся і в квітні 1921 р. А дохід від його проведення був спрямований в фонд академічної самодопомоги, подібно як і дохід від організованого в червні 1921 р. літературного вечора. Втім, як показали результати перепису населення 1921 р. загалом українці Кракова в мінімальному ступені і дуже обережно виявляли свою народну окремішність по відношенню до оточуючого польського населення. Адже виразно помітною є відміна в цифрах між людьми, які задекларували свою українську національність та тими, хто визнав тільки приналежність до греко-католицької церкви.
20 травня 1922 р. в залі Дому Робітників відбувся легальний концерт на честь Тараса Шевченка. На концерті був присутній поряд з іншими керуючий діяльністю краківського представництва американського товариства молодих християн др. В. Ровс з дружиною. Організація розвинула тоді діяльність поміж академічною молоддю. Робилися спроби примирити польську та українську молодь. Адже, взаємна ворожість була тоді звичайною справою.
З 1922 р. поновила свою діяльність краківська читальня «Просвіти», яка була філією Львівської «Просвіти». На поступову стабілізацію ситуацію вплинуло і прийняте Радою Послів Антанти 14.03.1923 р. остаточне рішення про приєднання Галичини до Польщі за умови надання українському населенню автономії. В приміщенні так званого Старого Театру по вул. Ягелонській (Jagiellońska), 5, на весні 1923 р. відбувся традиційний шевченківський концерт, який організувала краківська філія «Просвіти». Українське громадське життя відновлювалося. Але вимога західних держав надати українцям автономію ніколи не була виконана. Продовжувала зустрічатися з труднощами і краківська українська «колонія». Так, краківська філія «Просвіти» через тотальну недовіру поляків ніяк не могла знайти собі приміщення. Приходилося зустрічатися в дворику однієї з краківських кав'ярень.
1923 р. число українців — студентів Краківської академії мистецтв — зросло до максимальної кількості — 20 осіб. Якщо врахувати, що тоді на всіх його трьох відділеннях було усього 120 студентів, то українці становили вагомий відсоток. З українців у цей час вчилися живопису: Северин Борачок, Михайло Вацик, Дем'ян Горняткевич, Лев Гец, Олекса Карпенко, Володимир Кивелюк, Василь Крижанівський, Петро Обаль, Василь Перебийніс, Леонід Перфецький, Роман Сельский, Олекса Третяків, Роман Турин, Олекса Харків, Осип Ярема; скульптурі: Марія Вайс-Стовбуненко, Юрій Киріенко, Валерий Козлів, Наталия Мілян та Олекса Ставбуненко.

### Українська еліта

Іван Фещенко-Чопівський

На запрошення ректора Гірничо-металургійної академії Іван Фещенко-Чопівський в Кракові засновує кафедру металографії і загальної металургії та займає посаду завідувача і професора цієї кафедри. У 1927 р. захищає дисертацію на ступінь доктора наук «Про цементацію бором і берилієм заліза, нікелю і кобальту та деяких спеціальних сталей», роботу над якої розпочав у Київському політехнічному інституті; у 1931 р. — дисертацію «Бляхи парових котлів» на ступінь габілітованого доктора наук. Окрім високої професійної кваліфікованості та педагогічного таланту постать Фещенко-Чопівського характеризувала постійна турбота про проблеми української молоді, що навчалася у Кракові. Він старався допомагати їй матеріально і інтегрувати не дивлячись на місце народження чи політичні погляди. Це власне він першим створив стипендіальний фонд для бідних українських студентів, заангажувавши в це українських інженерів, які працювали в промисловості. Постійно доїжджає він з Кракова до Львова, де викладає металознавство в нелегальній українській політехніці.
Урочисте відкриття меморіальної дошки творцю польської металургійної наукової школи професору І. Фещенко-Чопівському в Краківській Гірничо-металургійній академії відбулося 26.10.2002 р.
Восени 1922 р. керівником астрономічної обсерваторії Ягеллонського університету став Микола Коваль-Медзвецький.

## Українці в Кракові в 1923—1939 рр.
6 листопада 1923 р. в Кракові відбулися криваві зіткнення робітників з поліцією та військом. Під час цих зіткнень на Щепянській площі загинуло 18 цивільних осіб та 14 військових. Серед загиблих були солдати-українці. Подальше економічне покращення відсунуло від Польщі примару «сезонної держави» і, в умовах беззаперечного серця польськості Кракова, призвела до спаду недовіри та кращого сприйняття української громади.
Польська влада відповідно до рішення Ліги Народів від 1923 р. про приєднання Східної Галичини (перейменованої на Східну Малопольщу) до Польщі змушена була внести зміни в політику відношення до українців. Починаючи з 1924 і до 1930 р. спостерігається справжній бум діяльності українських громадських організацій в Кракові. Навіть після 1930 р., коли у відповідь на терористичну діяльність УВО (а пізніше ОУН) (яке намагалося роздмухати в українцях гаснучий вогник прагнень до своєї державності), польська влада проводить брутальну пацифікацію, жертвами якої стали сотні українських громадських організацій, у Кракові українські організації продовжують діяти. Посилено лише поліційний контроль за ними. Перепис населення виявив в 1931 р серед мешканців міста 1554 греко-католиків, що становило 0,4 % мешканців міста. З цієї кількості біля 100 людей вважало українську мову своєю рідною, решта вже говорила польською. Греко-католики з церквою Норберта підлягали юрисдикції Перемишльського єпископа.

### Духовне життя
З 1930 р. парафію УКГЦ на вул. Вісляній, 11, у церкві Воздвиження св. Хреста у Кракові очолив отець Павло Хрущ — невтомний громадський діяч (був настоятелем по 1944 р.). Це сприяло значному зростанню значення парафії у громадському житті української громади. Церква св. Норберта не раз ставала місцем урочистих богослужінь з нагоди свят влаштованих українськими громадськими організаціями. Вона бачила в своїх стінах хрещення не одного видатного українця. Так, наприклад, 2 лютого 1924 р. тут було охрещено Юрія (Єжи) Новосільського, який згодом стане одним з найбільш визнаних художників післявоєнної Польщі.
Наслідки невдалої боротьби за створення УНР призвели до Кракова також багато православних українців. Їх релігійним центром стала гарнізонна церква польського війська в кошарах по вул. Повисля (ul. Powiśle), 6, що поблизу набережної Вісли. Будівля в кошар, в якій знаходилася церква, а перед тим так званий Королівський Бровар була знесена Збережено лише її наріжну частину. Перша православна каплиця у Кракові постала вже в 1918 р., як гарнізонна церква польського війська в колишньому манежі для об'їздки коней на вулиці Любич (Lubicz). У 1927 р. її було перенесено до «Великої зали» кошар по вул. Повисля, 6. В ній було встановлено іконостас XIX ст. з ліквідованої церкви в Мехові. При цьому його було оздоблено і новими образами, які або походили з старих зборів, або були спеціально для цього намальовані. Парафія складала деканат Варшавсько-Холмської децезії Польської Православної церкви. Православна парафія та її настоятель активно включилася в громадське життя української громади, про що свідчить проведення тут, як і у церкві св. Норберта, урочистих богослужінь (організованих переважно краківським відділенням Українського центрального комітету) та участь її настоятеля у патріотичних зібраннях організованих українськими організаціями міста.

### Українські громадські організації

#### Українська студентська громада
На переломі 1923—1924 рр. почав поступово слабнути бойкот українськими студентами польських вищих навчальних закладів. Активний вступ колишніх в'язнів таборів інтернування — солдатів УГА, та емігрантів з наддніпрянської України у краківські вузи оживив українське громадське життя. Його центром вже вкотре став Ягелонський університет. Українські студенти створили тут організацію самоуправління — Українську студентську громаду (далі просто Громада), перше зібрання та вибір керуючих органів якої відбулися 29 жовтня 1924 р. З 1926 р., внаслідок змін в статуті, до студентів Ягелонського університету в громаду могли долучитися студенти вже знайомих нам Гірничо-металургійної академії та Краківської академії мистецтв. Окрім того тут з'явилися ще студенти Вищих торговельних курсів, які з 1927—1930 рр. розмістилися в будинках по вул. Сенкевича (Sienkiewicza) 4 та 5.
З самого початку діяльності у 1924 р. «штабом» Громади стало приміщення по вул. Асника (Asnyka), 3. 9 червня 1928 р. в Лікарській залі по вул. Радзивілівській (Radziwiłłowska), 4, пройшло свято товариства «Сільський Господар» і «Скасування Панщини». Тут, зокрема, пролунали промова Отця Павла Хруща «Роль товариства „Сільський Господар“ в економічному відродженні українського села» та Миколи Бажанського на тему «Ліквідація панщини в 1848 р.». 25 травня 1929 року, зусиллями Громади було організовано концерт на честь Тараса Шевченка в Sala Bulońskiego, Rynek Główny, 34.

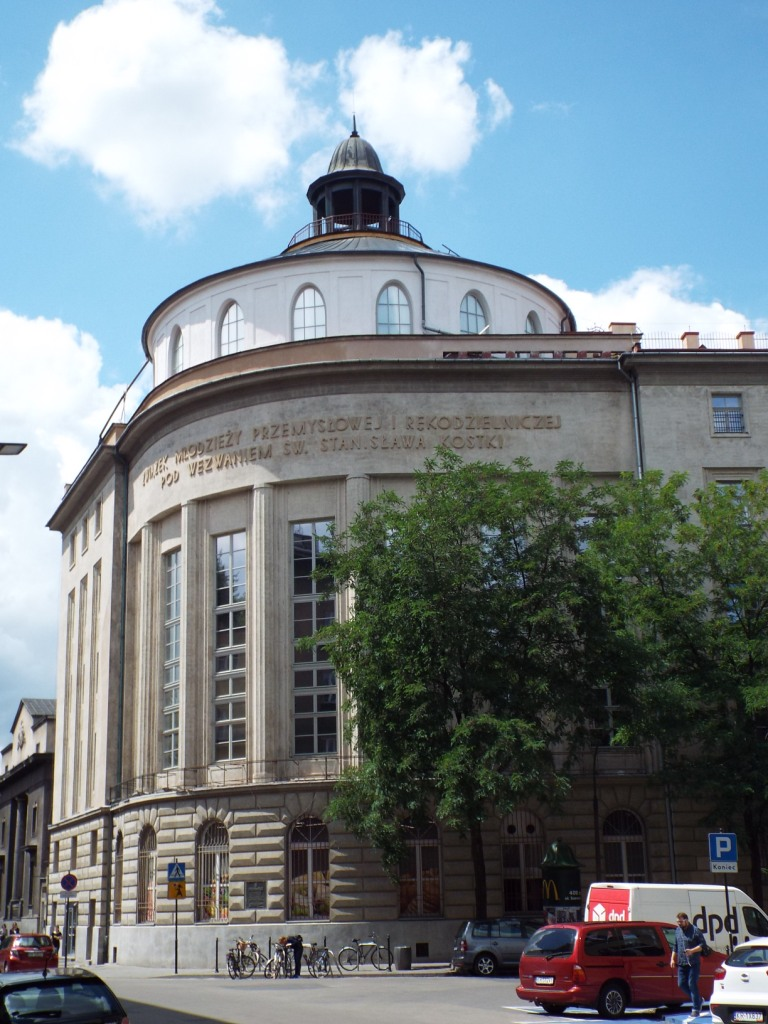
Бурса ксьондза Кузновича по вул. Скарбовій (Scarbowa), 2, де 30 січня 1934 року пройшов вечір пам'яті героїв Крут. Фото 2018 р.

30 січня 1934 року, тут в залі тодішнього Товариства Ремісничої Молоді по вул. Скарбовій (Skarbowa), 2 відбувся організований Громадою захід на честь українських студентів полеглих під Крутами. З 1 листопада 1938 р. Громада переїхала з вул. Асника у приміщення по вул. Батория 10/І. Саме тут відбулося останнє загальне зібрання Громади 4 березня 1939 р.

#### Краківська філія товариства «Просвіта»
У будинку по вул. Кроводерська № 32, з 1922 р. поновила свою діяльність краківська філія «Просвіти». В колі «Просвіти» 18 листопада 1925 р. також постало Українське педагогічне товариство, згодом УПТ «Рідна школа». У 1930-х рр. вона перемістилася на вул. Ягелонську, 10. Напевне тут, 25 травня 1931 р. відбувся вечір пам'яті Симона Петлюри, після вже згадуваного скорботного богослужіння в православній каплиці по вул. Повисля, 6. В одному 1932 р. краківська «Просвіта» організувала 5 лекцій, 5 театральних вистав, 2 — вечора-концерти, 1 свято «Просвіти», 1 свято книги та багато іншого. Зростання значення краківської філії «Просвіти» відбулося після 1936 р., коли подібні організації на території Західної України були розпущені. Станом на 1936 р. кількість членів Краківської «Просвіти» складала 153 особи. Головою філії був тоді від 26 січня 1936 р. Володимир Миськевич. Тут же знаходилися Українське антиалкогольне товариство «Відродження». Цікаво, що саме тут з ініціативи краківської філії Українського центрального комітету 2 вересня 1934 р. було зачитано протест проти прийняття СРСР до Ліги Народів. 3 серпня 1938 р. «Просвіта» була розпущена. Втім, вдалося домогтися відновлення її роботи в 1939 р. з-за участі українців — солдатів польського війська у її зборах.

#### Український центральний комітет та УНР-івська еміграція
Український центральний комітет був створений колишніми політиками та військовиками УНР, для координації життя УНР-івської еміграції в Польщі. Організація почала діяти у Кракові з 1925 р. у вигляді філії. Першим керівником філії був проф. Іван Фещенко-Чопівський. 12 серпня 1925 р. Комітет звертався до поліційної влади за дозволом на проведення зустрічей раз на тиждень об 17—19-годинах в приміщенні по вул. Влочкув (Włoczków, 1 — на місці цього будинку наразі сучасна забудова), з метою реєстрації українських емігрантів та збирання відомостей про їх проблеми, а також проведення репетицій оркестру та хору щоденно об 18:00—20:00 в приміщенні Дому Спілки шахтарів по алеї Красницького (Al. Kraśnickiego), 16. Доходи від заходів за участі оркестру та хору планувалося використати для допомоги бідним емігрантам.
У 1929 р. група діячів краківського відділу Комітету, між іншим Степан Суходіл та Василь Ганський, утворили Спілку українських політичних емігрантів. Спілка мала садибу в приватному помешканні Стефана Суходола вул. Педзихув (Pędzichów), 2/ІІ. В цьому ж помешканні згодом знаходилося садиба ще одного емігрантського товариства — Товариства українських інженерів емігрантів. Великим досягненням краківського відділення комітету стало отримання у 1928 р. свого приміщення у готелі Вікторія по вул. Звіринецькій (Zwierzyniecka), 7. Тут проводилися організаційні зустрічі, обговорення ситуації з українцями в еміграції.
17 травня 1928 р. в залі Театру «Новини» («Nowosci») по вул. Райська (Rajska), 12 реалізовано спільний захід з краківською філією «Просвіти» — п'єсу «Назар Стодоля» (по мотивам п'єси Т. Шевченка з життя запорізьких козаків). Її було повторено 3 червня того ж року.
12 червня 1927 р. в приміщенні Технічного товариства на в ул. Стращевського (Straszewskiego), 28 зусиллями місцевого відділення Комітету було проведено з'їзд української еміграції з теренів Речи Посполитої. Представники в числі 38 прибули з Краківського, Кельцького воєводств, а також Верхньої Сілезії, Тернополя, Львова, Перемишля, Станіслава, Лодзі, Каліша, Скальбмежа та Варшави. В цій же будівлі 26 травня 1932 р. відбувся жалобний захід присвячені підступно вбитому отаману УНР Симону Петлюрі.
В 1931 р. краківське відділення УЦК змінило адресу на вул. Щепаньську (Szczepańska), 3/III. Але господарча криза в Польщі викликала великі фінансові труднощі в УЦК, внаслідок чого він вимушений був часто змінювати адресу. В квітні 1932 р. відділ функціонував по вул. Тарловській (Tarłowska), 1, а з червня 1932 р. по вул. Довгій (Długa), 24. У травні 1933 р. фінансова ситуація в УЦК ще більше погіршилася. Її садиба мусила переміститися з вул. Св. Анни (Św Anny), 4 на вул. Баракову (Barakowa), 14. Будинок за останньою адресою у сучасному Кракові не зберігся.
Для порятунку ситуації центральне відділення товариства у Варшаві 24.05.1934 р. призначило до керування краківським відділенням свого повноважного представника — колишнього капітана УНР П. Самойлова. Він привів справи до норми. Окрім того допровадив до більшої довіри польської влади до УЦК. За свою лояльну позицію краківське відділення УЦК під керівництвом П. Самойлова навіть отримало приміщення під світлицю та канцелярію у будівлі колишнього підгірського магістрату по вул. Лимановського, (Limanowskiego), 2.
Відомі також краківські адреси низки офіцерів УНР:
- Підполковник Михайло Шадрин (дата народження 01.11.1887 р.) проживав по вул. Костюшки (Kościuszki) 40.
- Підполковник Варфоломій Єфимович (1889 р.н.) мешкав по вул. Себастяна (Sebastiana), 8.
- Підполковник Адріан Марущенко-Богдановський (дата народження 17.09.1897) мешкав в Кракові по вул. Міській (Miejska), 4/6. Наразі не ідентифікована. Цікаво, що він також закінчив Гірничо-ливарну академію в Кракові.
- Полковник Олександр Кузьминський (дата народження 30.08.1884 р.) проживав в Кракові. Точне місце не вказується.
- Підполковник ротмістр Михайло Команик (15.08.1886) проживав на вул. Яблоновських (Jabłonowskich) 12/III-115[21].

За даними Українського інституту національної пам'яті у Кракові на Раковицькому цвинтарі наявні поховання численних вояків УНР:
- Миколи Чижевського (1890—1954), командира артилерії 3-ї Залізної стрілецької дивізії Армії УНР, після війни професора Гірничо-Металургійної академії (ГМА) у Кракові (у кватері XXXVII, ряд 4, місце 9);
- Олександра Доценка (1897—1941), генерального ад'ютанта Головного отамана військ УНР Симона Петлюри, історика, публіциста;
- Миколи Дубовицького (1903—1985), хорунжого Армії УНР, пізніше професора ГМА у Кракові (Кватера XXXV, ряд західний, місце 2);
- Юрія Корогоди (1900—1992), хорунжого Армії УНР, згодом професора вищих рільничих шкіл у Вроцлаві та Любліні, члена Польської Академії наук (він похований разом зі своєю дружиною Марією Новацькою Корогода: кватера: IIA, ряд західний, з права від поховання Zabłockich);
- Івана Руденка (1896—1938), офіцера 5-ї Херсонської дивізії Армії УНР;
- Мартина Волкова (1892—1972), офіцера Армії УНР, згодом учителя, священика, посла на Сейм ІІ РП;
- Осипа Назарука (1883—1940), міністра УНР;
- Йосифа Білевича (09.10.1866 — 16.10.1942), генерал-хорунжий Армії УНР (Кватера: LXXV, ряд 13, місце 11);
- Адріяна Марушечка-Богданівського (17.08.1897 — 1940), полковника Армії УНР (кватера LXXIII, ряд 27, місце 9);
- Переверзіва Дмитра (31.01.1868 — 27.10.1928) — полковника, начальника постачання 1-ї Запорізької бригади 1-ї Запорізької дивізії Армії УНР (кватера 3, ряд південний, місце 12);
- Чалого Олекси (1896—1929) — козака Армії УНР[21].

##### Союз Українок
«Союз Українок» — постав у Кракові 16 серпня 1924 р. 22 березня 1925 р. з нагоди міжнародного жіночого дня 8 березня в залі Робітничого дому на Щепянській площі у Кракові відбулася організована «Союзом Українок» лекція видатного українського географа Володимира Кубійовича по проблемі географії Закарпатської Русі. У робітничій залі Спілки Християнських Трудящих по вул. св. Томаша (Tomasza), 37 7 червня 1925 р. мали місце аматорські вистави (одноактові комедії — «Які хворі такі і доктори», а також «Ведмідь» А. Фредри та А. Чехова відповідно. Тут же 3 липня 1927 р. мала місце аматорська вистава — «Метелиця» — драма з часів боротьби українських повстанців з комуністами на Україні. На ньому виступив з патріотичними піснями хор складений з українських емігрантів. Від середини 1936 року це товариство також підпало під сталий вплив ОУН.
5 липня 1938 року Староство в Кракові, користуючись розпуском головного керівництва організацією, розпустило краківську Філію «Союзу Українок». Втім, вдалося добитися від Міністерства внутрішніх справ ануляції цього рішення. Тож, останнє керівництво організацією було обрано 7 березня 1939 р.

#### Українське гігієнічне товариство
У монументальній споруді по вул. Зиблікевича (Zyblikiewicza), 5/15, знаходилося тимчасове керівництво краківської філії Українського гігієнічного товариства. До нього увійшли 21 травня 1938 року лікар Омелян Волинець (голова, що мешкав по вул. Зиблікевича 5/15), лікар Роман Турко (заступник голови, мешкав по вул. Аріанській, 7), студент медичного факультету Володимир Конрад (секретар), лікар Дар'я Крвавич (скарбничка — вул. Любомирського 27/4), лікар Ярослав Березовський (вул. Коперніка, 17), студенти медики — Ярослав Буката (вул. Любомирського 27/4) та Володимир Дебера (вул. Любомирського 45/6).

#### Товариство «Згода»
6 січня 1929 р. у Кракові з'явилося також Червенсько-Руське товариство «Згода». Його приміщення розміщувалося на приватній квартирі по вул. Гертруди (Gertrudy), 5. Формально його компетенція сягала на всю польську територію. Фундатори «Згоди» — Юзеф Залеський, Альфред Збієвський та ін. — за мету товариства поклали поєднання двох братніх народів русинів та поляків, що походять або населяють червенсько-руську землю для спільної праці на благо Польщі. Засобами для реалізації мали бути культурні заходи та створення спільних русько-польських клубів, започаткування стипендій для молоді. Товариство було розформовано польською владою 14 червня 1929 р. під приводом порушення громадського порядку під час віча у Кракові 9 червня 1929 р.

### Еліта української колонії
У 1925 р. до Кракова повертається Богдан Лепкий. Він продовжує викладати в Ягелонському університеті, де його призначили доцентом, завідувачем кафедри української літератури. У 1926 році при Яґелонському університеті була створена кафедра української філології по вул. Голубина (Gołębia), 20, де Богдан Лепкий викладав українську літературу. У 1932 р. Б. Лепкий отримав ступінь звичайного професора Ягелонського університету.
В надрах сусідньої краківської садиби по вул. Голубиній (Gołębia), 18 знаходиться меморіальна дошка відкрита 29 травня 1998 р. на честь Б. Лепкого.
Поруч з Б. Лепким в тій же самій будівлі по вул. Голубиній, 20, починаючи з 1926 р. працював «допоміжним» професором Ягелонського університету в Кракові Іван Зілинський.
Володимир Кубійович — був доцентом філософського відділу Ягелонського університету був одним з найрадикальніших українських науковців того періоду у Кракові. У 1937 році вийшов підготований В. Кубійовичем «Атлас України та суміжних країв». В листопаді 1938 р. на цю його працю вийшла досить сувора рецензія, розміщена в щоденнику «Польска збройна» — органі Польського Міністерства оборони. Під тиском вказаного Міністерства рада філософського відділу Ягелонського університету позбавила В. Кубійовича статусу доцента та звільнила з університету.
В Яґелонському університеті захистили докторські дисертації (габілітувалися) провідні українські вчені Степан Томашівський (1927 р.) та Ю. Панейко (1926 р.). Степан Томашівський працював доцентом Ягелонського університету в Кракові. В Кракові вчений помер та похований на Раковицькому цвинтарі: кватера ВВ, східний ряд місце — з правого боку від Anny Deji.
Закінчив Яґеллонський університет у Кракові (1933) і лектор української мови — Юліан Геник-Березовський. З Краковом того часу пов'язаний і Микола Чижевський — видатний металург, професор Краківської гірничо-металургійної академії. Вчений похований в Кракові на Раковицькому цвинтарі (кватера XXXVII, ряд 4, місце 9).
1921 р. Олекса Харків — колишній вояк УНР та в'язень таборів інтернування, вступає до Краківської академії мистецтв та вчиться у професора С. Дембіцького (малюнок), Я. Войнаровського (графіка) та Ю. Мехофера (живопис). Закінчивши у 1926 р. навчання, О. Харків був задіяний у відновленні настінних розписів на Вавелі. В 1927 році йому було довірено реставрацію фресок Ягелонської бібліотеки. З того часу він спеціалізувався на монументальному живописі. Харків намалював ікони і для гарнізонної православної церкви, яка знаходилася на вул. Повисля, 6.
1930 року до Краківської академії мистецтв поступив Григорій Крук. На його роботи звернув увагу професор Б. Лепкий. Він допоміг студентові з роботою — замовленням на виготовлення дизайну для вівтаря краківської греко-католицької церкви Святого Норберта. Цей заробіток дав можливість продовжувати навчання в академії, яку Григорій закінчив з відзнакою. Професор Лепкий і директор Краківського музею мистецтва Станіслав Тілл вважали, що Крукові просто необхідно продовжити навчання в Берліні. С. Тілл допоміг отримати паспорт, а Б. Лепкий написав лист-рекомендацію Іванові Мірчуку, директорові Українського наукового інституту в Берліні.
17 серпня 1938 р. помер Степан Смаль-Стоцький, а 30 вересня 1938 р. був перевезений до Кракова, де спочив на Раковицькому цвинтарі (XXXIV P d 7) в родинному гробівці, який 1936 р. побудував його син.

### УВО-ОУН
21 червня 1926 року Краковом прокотилася серія арештів, в тому числі польських офіцерів. Стартувала «Шпигунська Справа Володимира Волощака» або «Краківський процес УВО». Судили більше 30 українців з території цілої Польщі. Їх захищали українські адвокати др. В. Старосільский та др. С. Шухевич. Судовий процес відбувався за адресою вул. Сенацьку (Senacka), 1. У листопаді 1930 р. у Кракові був заарештований польською поліцією Степан Ленкавський.
Краків був для ОУН важливим пунктом на трасі: Львів-Цешин-Прага, яким курсували кур'єри доставки редагованої та виданої в Празі агітаційно-пропагандистичної літератури. В Кракові роботу крайової екзекутиви ОУН по переправлянню націоналістичної літератури через Цешин з Чехії виконував осередок, що складався з М. Климишина, Я. Карпинця та Л. Зацного. Література переправлялася на Львів. У зв'язку з цим польська поліція уважно стежила за всіма українськими легальними організаціями, які проводили діяльність в Кракові.
Проте, поліції не вдалося вчасно виявити виробника бомб, які використовувалися в терористичних акціях ОУН — Ярослава Карпинця. Цей піротехнік ОУН, що навчався у Кракові, виготовив бомбу, яка не спрацювала під час замаху на Б. Перацького. Атентатник Григорій Мацейко покинув її на місці змаху. Бомба ця була виготовлена на квартирі Карпинця в створеній ним лабораторії по вул. Дембніцький ринок (Rynek Dębnicki), 13a. Цікаво, що за наказом С. Бандери Я. Карпинець також виконав в Кракові спеціальні балони, за допомогою яких можна було переправляти та розкидати ОУН-івські відозви та летючки на теренах підрадянської України.
Передчуваючи можливість обшуку у себе, М. Климишин переніс і залишив отриману з Цешина літературу до кількох українських студентів, які мешкали неподалік місця його проживання по вул. Пуляського, 15а, за адресою вул. Ружана, 25 (будинок зберігся). Відчуваючи можливість обшуку українські студенти, які мешкали на Ружаній вночі винесли матеріали і намагалися сховати їх у Віслі.

### Монітор «Краків» в обороні Києва
В 1926 р. на судноверфі Людвіга Зеленевського в Кракові на Гжегушках (наразі незабудований простір між вулицями Гжегожецькою та Людвіга Зеленевського) було спущено на воду новий річковий монітор «Краків». Був затоплений екіпажем 21.09.1939 р. у входу в Крулевський (Дніпровсько-Бузький) канал в районі Кузлічина при надходженні Червоної армії. У зв'язку з близькістю сіл монітор не було зірвано, що дозволило підняти його, відремонтувати та включити до складу радянської Пінської військової флотилії як «Смоленськ». З 07.08.1941 р. включений в Київську групу кораблів Дніпровського ОРК ПВФ (створений 4 серпня 1941 р. Командир — капітан 3-го рангу Палечек О. Є.) для артилерійської підтримки лівого флангу Київського укріпленого району. 12.09.1941 р., зважаючи на неможливість прориву до Києва, за наказом командування «Смоленськ» підірваний екіпажем в Ладінському затоні на 175 км р. Десна біля села Ладинка. Виключений зі списків ВМФ 22.09.1941 року. Корпус монітора і досі знаходиться на тому місці, хоча вже суттєво пограбований та понівечений.

## Українці в Кракові під час німецької окупації міста в 1939—1945 рр.

### Місця розміщення українських полонених з польського війська
Польських військовополонених, серед яких було багато українців початку концентрували на відкритих місцях, як в Плашові, потім утримували в збірних пунктах, в тому числі міському магістраті на площі Всіх Святих (plac Wszystkich Świętych). 12 вересня 1939 р. було створено два табори на 6 тис. осіб: в Домб'ю на місці артилерійських кошар (наразі тут садиба поліції) та в кошарах піхоти на Лобозові, вул. Вроцлавська (Wrocławska), 82. В перші місяці існування цих таборів багато полонених з них втекли. Полонених з табору в Домб'ю використовували до ремонту аеродрому в Раковицях-Чижині, який бомбардувався в вересні 1939 р. Кошари в Кобежині також служили місцем, через яке пройшло від 3 до 5 тис. польських військовополонених. Комендатура усіх вищевказаних таборів містилася в таборі в Домб'ю.
Ще одним місцем пов'язаним з полоненими українцями — вояками польського війська є шпиталь у бурсі на вул. Skarbowa, 2-4. На 5 поверсі цього шпиталю знаходилася зала виділена для українців.

### Формування української громади в окупованому Кракові
Краківські українці відреагували на розпад Польщі по різному. Хтось з ентузіазмом, сподіваючись на покращення соціального положення та можливостей української меншини, хтось з пересторогою, краще розуміючи справжні інтереси окупантів. Як ми вже писали, передвоєнна ситуація в Кракові відрізнялася від такої на Східній Галичині (не було такого рівня протистояння між поляками та українцями). Що ж стосується ОУН, то і її ентузіазм дещо охолов після того як німці віддали Східну Галичину Радянському Союзові. З 17 вересня 1939 р. і до 22 червня 1941 р. українці утікали на лівий берег Сяну. До Кракова почали стікатися українські втікачі від радянських репресій. Високе значення для життя української колонії в Кракові і по всій території окупованої Польщі мало розміщення з 12 жовтня 1939 р. в Кракові садиби новоутвореного Генерального Губернаторства у приміщенні Гірничо-металургійної академії на алеї Mickiewicza, 30. Загравання та зближення українських національних лідерів з окупаційною адміністрацією дійсно сприяли деякому покращенню становища українців на теренах окупованої Польщі і, зокрема, в Кракові. Протягом кількох місяців 1939 р. Краків став разом з Берліном та Прагою головним скупченням української політичної еміграції, яка проводила в ньому різнопланову діяльність. Краків став головним центром суспільної і культурно-освітньої діяльності. У Кракові українські діячі проводили перемовини з владою Генерального губернаторства, зокрема з Г. Франком, а також організовували напівлегальні чи цілком легальні політичні з'їзди, як скажімо 13—15.04.1940 чи 09—10.11.1940 р. Українських політиків інколи запрошували на гітлерівські свята. Інколи за згодою влади в цей час вивішували українські національні прапори. Свідченням проби порозуміння з німцями для створення незалежної України, було звернення в першу річницю нападу Німеччини на Польщу, що українці розцінювали як «день визволення українців з-під польського режиму».
Станом на грудень 1939 р. у Кракові знаходилися Роман Бжеський, Лідія Бурачинська, Святослав Гординський, Ірина Винницька, Катря Гриневичева, Микола Денисюк, Федір Дудко, Ростислав Єндик, Василь Кархут, Іван Кедрин (Рудницький), Роман Купчинський, Богдан та Лев Лепкі, Осип Назарук, Петро Постолюк, Олена Теліга, Іван Тиктор, Михайло Хом'як, Микола Чирський, Лев Чубатий, Ігор Федів, а також митці: маляри, графіки та скульптори: Василь Дядинюк, Михайло Черешньовський, Наталя Мілян, Осип Роман Касараб, Нестор Кіселевський, Едвард Козак та Андрій Наконечний.
Хоча Гірничу академію було німцями зачинено, Іван Фещенко-Чопівський продовжував працювати за фахом, хоч був дискримінований як слов'янин. Натомість професор Микола Чижевський з 1942 р. працював в державному закладі вивчення матеріалів. Богдан Лепкий, який з родиною і братом Левком повернувся до Кракова, після закриття німцями Ягелонського університету залишився без роботи. Йому також відмовили у професорській пенсії. Заради прожиття Богдан Лепкий дописував до українських журналів, газети «Краківські Вісті», перекладав з української на німецьку. 21 липня 1941 року письменник помер. Він похований на 34 полі (поблизу могили С. Смаль-Стоцького). 31 березня 1940 р. у Кракові раптово помер від інфаркту Осип Назарук. Він похований на тому ж 34 полі Раковицького цвинтаря.

### Положення українців та українська дільниця
Політика урядів Генерального Губернаторства та дистрикту Галичина була сповнена лицемірства. Прагнучи використати українців на противагу полякам, німці щедро розглагольствували про рівноправне німецько-українське співробітництво. Вони навіть запровадили різну расову політику відносно українців та поляків. Так, українці, яких вони проголосили сільською нацією, на їх думку на відміну від поляків, не мали домішки єврейської крові. Під цим приводом вони дозволяли українцям на злість полякам перебувати в дільницях для німців та користуватися з певних прав (наприклад їздити трамваєм), чого поляки у Кракові були позбавлені. Впроваджено також поділ міста на 4 дільниці: німецьку, польську, єврейську та українську. Українська дільниця розташовувався недалеко від Вавеля та Плант, в кварталі вул. Сарего (тоді Зелена — Grunestrasse), св. Себастьяна, Дітля та св. Гертруди (Saarego, sw Sebastiana, Planty Dietlowskie, sw. Gertrudy), де проживало тоді кілька десятків тисяч українців. Їм українське життя в Кракові не обмежувалося, бо деякі офіційні установи та неофіційні місця діяльності українців були розташовані за його межами. Українці також компактно проживали також на вул. Зверинецькій (Zwierzynecka). А на невеличкій поки що не ідентифікованій нами вуличці поблизу вул. Вісляної знаходилася також українська домівка: там був спортзал та організовувалися творчі вечори, наприклад на Св. Миколая. На вул. Старовісляній (Starowislna) було створено українську школу, куди ходив Юрій Шухевич. Вона розташовувалася в безпосередній близькості до українського кварталу. Напевне, вона була в будинку за номером 7, де наразі знаходиться середня школа № 159 сестер уршулянок. Українці мали в ньому та інших ділянках міста свої крамниці, фірми по наданню послуг, ресторани, кафе (Viera, Casino, Poltawa), банк (Ukraibank Krakau) та комітет доброчинності. В Кракові українці без зайвих проблем отримували прописку та легше ніж поляки отримували посади. Українці могли користуватися, хоча і в обмежено, з місць призначених «тільки для німців», для цього треба було показати кенкарту на українській та німецькій мові з літерою U. Могли, якщо отримали згоду, гуляти в парках для німців, відвідувати агрономічні заклади, мати радіоприймачі, а також займатися спортом на публічних стадіонах. Навіть грали з німцями і разом з ними відвідували середні школи. Могли подавати запити на отримання німецьких закордонних паспортів. З 1943 р. отримували документи, які дозволяли вільний виїзд до Німеччини. Проте, у випадку скоєння злочину чи німецького права трактувалися на рівні з іншими.

### Стосунки з поляками
Польські історики, з зрозумілих причин, акцентують увагу не тільки на колобраційному характері УЦК, що зрештою по напружених передвоєнних стосунках було природним, але й на тому, що багато працівників цієї установи були агентами німецьких спецслужб. Українці, які працювали як чиновники користувалися довірою німців. Українці допомагали абверу в справі розвідки на територіях зайнятих СРСР, а також служили в промисловій сторожі (Werkshutz), сподіваючись що німці оцінять і дадуть їм право на автономну державу за зразком Словаччини. Служили вони теж в поліції та охороні концтабору в Плашові). На думку деяких польських істориків, українці співпрацювали з німцями в перехопленні поляків та євреїв, як перебиралися до Угорщини. Вони нібито теж видавали німцям євреїв, щоб заволодіти їх помешканнями та бізнесом.
Співпраця українців з німцями дратувала поляків. Ігноруючи силове виникнення своєї держави на українських землях, вони вважали українців польськими громадянами, а отже зрадниками. На вулицях Кракова розповсюджувалися поляками листівки, які закликали українців залишати Краків та не співпрацювати з німцями. Василь Мудрий та др. Остап Котик — голова господарського відділу УЦК, об'єднували невелике коло осіб, які шукали порозуміння і добрих контактів з поляками. З наближенням фронту таких осіб ставало все більше, а стосунки покращувалися у порівнянні зі Львовом чи Галичиною.

### Релігійне життя
Краків'яни — українці православного віросповідання одразу після входу німців були позбавлені своєї парафії, адже кошари Війська Польського в так званому Королівському Броварі по вул. Повисля (Powisle), 6, де розташовувалася православна парафія були зайняті гітлерівцями.
Тож єдиною діючою українською парафією у Кракові залишилася греко-католицька парафія св. Норберта по вул. Висляній (Wiślna), 11, якою весь час окупації завідував отець-доктор Павло Хрущ. Парафія знаходилася у віданні Перемишльського єпископа.
Отець Хрущ підтримував релігійні організації світських греко-католицьких осіб, а також церковний хор, про що інформував своїх читачів український релігійний місячник «Місіонар». У церкві св. Норберта в кінці серпня 1940 р. взяв шлюб з Марією Возняк Василь Бандера — брат провідника ОУН(б). Того ж 1940 р. тут одружився з Ярославою Опарівською і сам Степан Бандера. Службу служив той же Павло Хрущ.

### Український центральний комітет
В листопаді 1939 р. було створено Український Центральний комітет, на що виразив згоду Г. Франк. 22.05.1940 р. після затвердження його статуту німецькою владою (статут модифіковано 1942 р.) він почав діяти. За свідченням А.Хвальби та Ю. Шухевича садиба УЦК була на тодішній вулиці Зеленій (Grunestrasse — так вулицю Сарего (Sarego) часів другої РП, перейменували, імовірно до назви яка існувала за Австрії. Сучасна адреса — вул. Сарего, 26. Зауважимо, що зустрічається й інша локалізація УЦК — вул. Яблоновських (Jablonowskich) 10/12.
УЦК очолив раніше виключений з політичних мотивів з Ягелонського університету відомий український географ Володимир Кубійович. В УЦК разом з ним працювали др. Кость Паньківський, Омелян Тарнавський, колишній професор Ягелонського університету Іван Зілинський — видатний мовознавець, який в УЦК відповідав за школи. В комітеті або поблизу нього діяли політики обох фракцій ОУН, що намагалися знайти порозуміння з німцями. Перевагу в структурах УЦК мали мельниківці.
Соціальною допомогою займався Український допомоговий комітет, який мав їдальню, і опікувався українськими солдатами, які поверталися з таборів військовополонених в Німеччині. Він знаходився на вул. Лоретанській (Loretanska), 18.
УЦК проіснував понад п'ять років як єдина українська організована суспільно-громадська сила, що якоюсь мірою дбала про життєві інтереси українського народу, спершу на західних окраїнах, пізніше і в Галичині. Для українців його діяльність мала ще й те значення, що після польського режиму це була нагода повернути національний характер населенню найбільш охоплених полонізацією мішаних і прикордонних районів. Зокрема, було добре скоординовано культурницьку і організаційну діяльність на найзахідніших українських землях (т. зв. Закерзоння). Також УЦК проводив свою діяльність у сфері науки, зокрема були намагання створити в Кракові у 1941 р. Інститут Українознавства чому перешкодила німецько-радянська війна. Коли у 1941 р. нацисти окупували Україну, а до Генерального губернаторства було приєднано Східну Галичину, до складу УЦК увійшов (1942 р.) Український Допомоговий Комітет, який діяв у Львові, неофіційне місце своєї праці В. Кубійович переніс до Львова.
В Українському Центральному комітеті в Кракові побував і майбутній керівник Українського Національного комітету Павло Шандрук. Зокрема, 14 грудня 1944 р. він виїхав з Берліна до Скірневиць (де він мав був директором кінотеатру) через Краків, щоб зустрітися з В. М. Кубійовичем. Шандрук запропонував Кубійовичу посаду в Українському національному комітеті і обговорив необхідність створення цієї організації для порятунку українців в лавах німецьких військових підрозділів в рамках очевидної поразки Німеччини.

### Краківська філія «Просвіти»
Окрім УЦК активно діяла кракцівська філія українського товариства «Просвіта», яка знаходилася в будівлі по вул. Ринок (Rynek Głowny), 12, де під час окупації була українська бібліотека в 1000 книжок. З її ініціативи відбувалися публічні лекції, концерти народного хору.

### «Українське видавництво»
27 грудня 1939 р. у Кракові засновують «Українське видавництво», яке розміщувалося по вул. Кармелицька (Karmelicka), 34. Тоді ця вулиця називалася Рейхштрассе. «Українське видавництво», що аж до моменту евакуації постійно перебувало в Кракові, розвинуло моногранну діяльність: видавало шкільні підручники, всякого роду книжки, газету «Краківські вісті», разом з нею почав виходити популярний тижневик «Краківські вісті» і кілька журналів. Поліграфічною базою стала колишня друкарня краківської єврейської газети «Nowy dziennik» на вул. Ожешко (Elizy Orzeszkowej), 7.
Для розповсюдження видань «Українського видавництва» існувала система українських книгарень, одна з яких — «Атенеум» розташовувалася в Кракові на вул. Вісльна (Wiślna), 1.

### Місця гітлерівського терору
Українські професори стали жертвами зондеракції «Краків». 6 листопада 1939 р. У Collegium Novum Ягелонського Університету (на Плантах на перетині з вул. Голубиною) в залі № 66 (тоді ім. Миколи Коперніка, тепер № 56 ім. Ю. Шуйського) Collegium Novum німці зібрали та арештували польських професорів Ягелонського універистету та інших вищих навчальних закладів міста. Маловідомо, що серед польської професури були арештовані також і українці: Микола Чижевський, Іван Фещенко-Чопівський та Іван Жилінський.
Арештованих університетських працівників спочатку перевзли до військової в'язниці на вул. Монтелюпіх (Montelupich). Згодом перевезено арештованих до кошар 20-го полку піхоти по вул. Мазовецькій (Mazowieckiej) — суч. кошари 16-го повітрянодесантного батальйону по вул. Вроцлавській (Wroclawska), 82. Ті самі кошари, в яких утримували полонених з польського війська. 9 листопада 1939 р. деяких професорів було випущено з огляду на стан їх здоров'я. Біля 13 години того ж дня було випущено також всіх затриманих професорів-українців. Натомість інших професорів вислали до концтаборів.
Через в'язницю в Монтелюпіх пройшли українські націоналісти, які після проголошення 30 червня 1941 р. в Львові Української держави, були неугодні керівництву фашистської Німеччини. Тільки в 1942 р. тут утримували 300 українців. Тут зокрема після арешту під Белзом і до перевезення до Берліна в 1941 р. утримувався і Степан Бандера.

### ОУН у окупованому Кракові

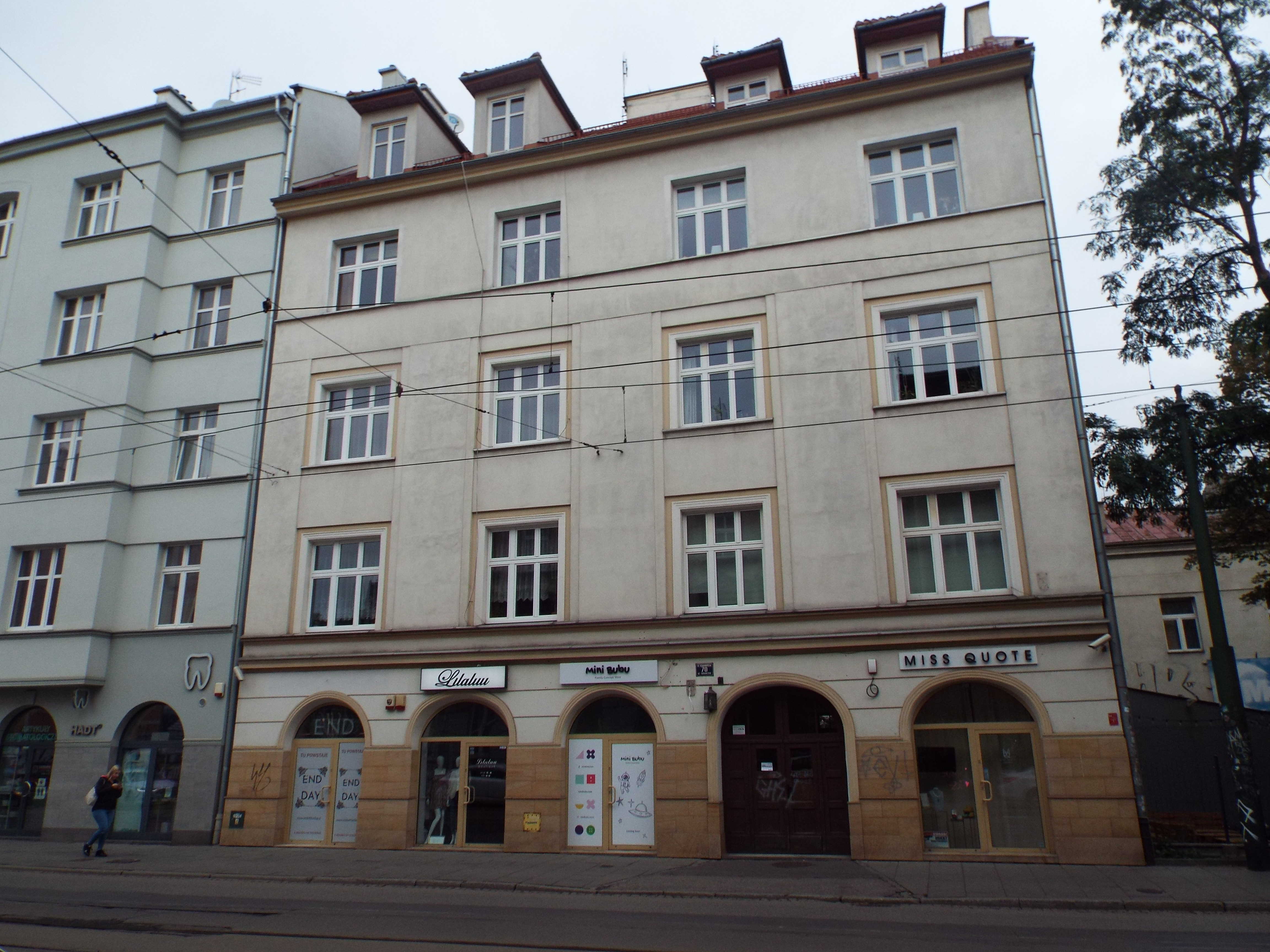
Будинок, в якому мешкав Д. Донцов. Краків, вул. Starowiślna, 70. Фото І2021 р.

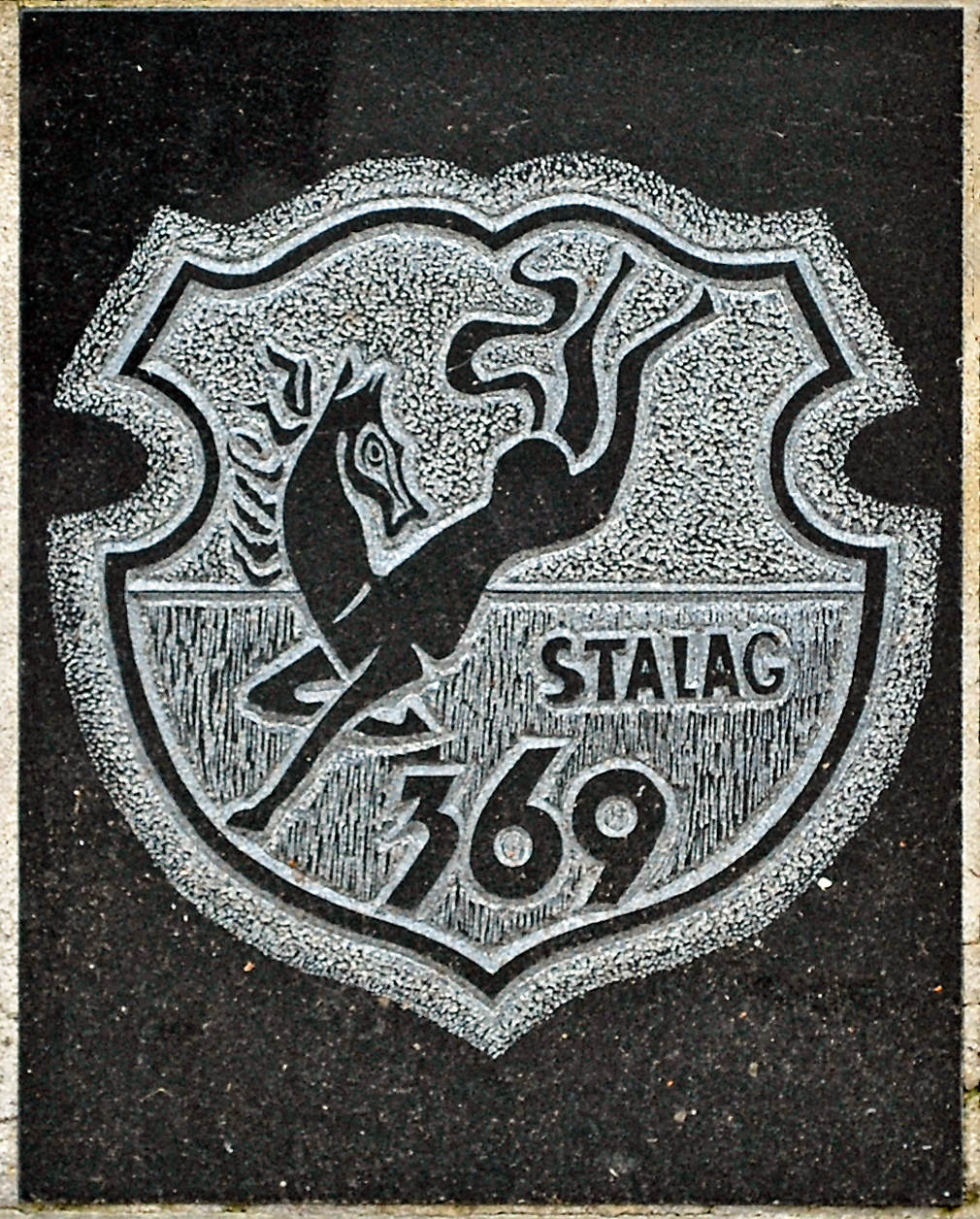
Емблема Сталагу №369 в Кобежині

Зважаючи на масові репресії НКВС на території Східної Галичини, в період з 1939 по 1941 р. Краків замість Львова стає центром діяльності ОУН. Співробітництво УВО і ОУН з німецькою розвідкою і контррозвідкою почалося ще в часи Веймарської республіки. Орієнтуючись на досвід Першої світової війни та революційних подій, українські націоналісти природно вбачали в Німеччині союзника. До того ж прихід А. Гітлера до влади посилив антиверсальську спрямованість німецької зовнішньої політики. В тому ж ключі діяли і ОУНівці. Розглядаючи українців як потенційне гарматне м'ясо в майбутньому зіткненні з СРСР, німці в 1939—1940 рр. не перешкоджали діяльності українських організацій. Тож ОУН на території Польщі діяла цілком відкрито. У відносно спокійній атмосфері Кракова 1940 р. ОУН-івці згромадили майже весь свій актив, що дозволило їм нарешті спокійно поглянути на перспективи організації. Більшість з них, включаючи Бандеру розуміло, що німці намагаються їх використати напередодні війни з СРСР. В той же час в разі якихось відхилень від співпраці усіх українців було б легко заарештувати.
Централя ОУН, а потім ОУН (м), знаходилася у будинку по вул. Сарего (тодішня Зелена), 26. Тут бували Тарас Бульба-Боровець та Андрій Мельник.
По звільненню Степана Бандери з в'язниці в Бресті-Литовському та його брата — Василя, з табору у Березі-Картузькій по короткому перебуванню у Львові, у другій половині жовтня 1939 р. вони перебралися до Кракова. Спочатку жили в таборі для переселенців на вул. Лоретанській, 18, потім перебралися на вул. Стращевського (Straszewskiego). Після шлюбу подружжя Степана та Ярослави Бандер жило в одному з таборів для переселенців при Допомоговому комітеті на вул. Лоретанській, 18.
Василь Бандера у Кракові різні доручення ОУН (б), брав участь у Другому великому зборі ОУН (б), який проходив в період з 1 по 3 травня 1940 р., працював у німецькій службі праці. Крім перерахованого вище, по лінії ОУН(б) Бандера був референтом служби безпеки організації. Василь залишався в Кракові аж до самого початку радянсько-німецької війни. Його ж дружина, будучи вагітною, і після червня 1941 р. була змушена залишитися в Кракові.
В сусідньому будинку на тодійшній вул. Зеленій, 24 (сучасна Сарего — авт.) Степан Бандера в 1940 р. відвідував три рази на тиждень військові курси ОУН, які були обов'язковими для кожного її члена. Зауважимо, що в біографії Романа Шухевича, Олесі Ісаюк вказується також на те, що ці підпільні курси проходили в конспіративних помешканнях на вулицях Дітля, Вежбовій та Шлях. В спогадах Миколи Климишина знаходимо, що він зустрічався в Кракові з Бандерою на Плантах, перед головним входом до Ягелонського університету. У 1939—1940 рр. Степан Бандера їздив в організаційних справах, зокрема в Краків.
Саме у Кракові проходять також 10 лютого 1940 р. конференція прихильників Бандери, що засуджує політичну ліню А. Мельника. У квітні 1941 р. організація С. Бандери заявила про невизнання рішень 2-го великого збору ОУН в Римі і провела в Кракові свій власний 2-й великий збір. Його головні засідання відбувалися в організаційному приміщенні на вул. Дітля. Робочі наради й пленарні засідання комісій та підкомісій проходили в різних приватних помешканнях, найчастіше в ще одному сусідньому будинку на вул. Зеленій (наразі Сарего), 20. Більшість крайових провідників визнала повноваження С. Бандери, після чого остаточно закріпився розкол ОУН на дві цілком самостійні і часом ворожі одна одній організації — ОУН(м) і ОУН(б).
Між вереснем 1939 р. і червнем 1941 р. обидві ОУН цілком вільно розгорнули в Кракові підготовчу роботу по створенню в Україні майбутніх державних структур. В кінці червня 1941 р. бандерівське крило створило свій орган — Український національний комітет і 22 червня на засіданні в краківській «Просвіті» (Ринок, 12) заочно обрало головою у Кракові відомого українського військовика, генерала та кол. військового Міністра УНР Всеволода Петріва. Втім, той не зміг приїхати до Кракова та обійняти свої обв'язки.
На початку Другої світової війни в окупованому нацистами Кракові жила і родина Шухевичів, що також перебралася з окупованого СРСР Львова. Родина Шухевича мешкала на вул. Уряднича (Urzędnicza). Юрій Шухевич загдує Українським казино, що знаходилося навпроти церкви св. Норберта по вул. Вісляній (Wiślna), 10. Це казино за короткий час стало товариським і культурним центром нашої еміграції. У жовтні 1940-го в Кракові у Шухевичів народилася донька Марійка.
Після короткого проживання на Урядничій Р. Шухевич з родиною переселився в будинок по Зеленій, 22 (В біографії Р. Шухевича, О. Ісаюк, помилково вказується вул. Зелена, 40). Ось що згадує Ю. Шухевич. У цьому будинку мешкав також Ярослав Стецько. Ю. Шухевич згадував також, що в будинку бандерівського проводу бували М. Лебідь, М. Климишин, І. Габрусевич, С. Ленкавський, М. Турчманович та С. Бандера.
Форт № 50 Прокоцим пов'язаний з примусовою вербовкою Вермахтом перед походом на Радянський Союз перекладачів з числа українців. Зібравши їх в цьому форті та протримавши у досить важких умовах німці запропонували вибір: або Освенцим або служба перекладачем у війську. Усі зібрані, звичайно обрали друге.
В перших днях червня 1941 р. український генерал Павло Шандрук також отримав наказ явитися до Кракова. Тут, на залізничному вокзалі, відбулася його розмова з полковником Івановичем, який служив в адміністрації Генерального Губернаторства. Ще того ж дня Павло Шандрук разом з Юрієм Липою потрапили до Румунії до штабу групи Шоберта, яка готувалася до атаки на Радянський Союз.
У 1941 р. після нападу Німеччини на СРСР Централя ОУН (яку тоді контролювали мельниківці) опустіла. 30 червня 1941 р. похідна група бандерівців на чолі з Я. Стецьком проголосила у Львові акт відновлення Української Держави. Щоб схилити Бандеру до співпраці та відкликати Акт 30 червня 1941 р., 5 липня гестапо арештувало його біля Белза і через Люблін відіслало до Кракова. Наступного дня його викликав на розмову шеф уряду Генерального губернаторства Йозеф Блер та вимагав припинити діяльність Українського національного комітету і відмовитися від проголошеного Акту. Бандера не погодився. За іншими джерелами в перших числах липня 1941 р. до Кракова на розмову з Степаном Бандерою приїхав унтер-штат секретар фон Кунт. Він вимагав від Бандери відкликати акт проголошення української держави. Бандера відповідав, що свої справи українці вирішують самі. Зважаючи на відмову у співпраці, Степана Бандеру разом з дружиною Ярославою та дочкою Наталкою взяли під домашній арешт і 9 липня відправили в Берлін до тюрми гестапо на Ліхтерфельде-Ост.
У Кракові в грудні 1939 р. Олена Теліга познайомилася з Олегом Ольжичем (Кандибою) і тоді ж вступила в ОУН(м). Вона працювала у культурницькій референтурі проводу ієї організації (разом з Ольжичем), була автором кількох ідеологічних та програмових творів. Наприкінці 1939 р. разом з чоловіком, вона переїхала до Кракова. Подружжя жило в маленькій кімнаті при театральній студії Старого Театру (Studio Aktorskie przy Starym Teatrze) по вул. Ягелонській (Jagiellońska), 1. У Кракові О. Теліга очолювала мистецьке товариство «Зарево».
З Краковом пов'язана ще одна чолова постать ОУН — Дмитро Мирон-Орлик. Ще у 1938 р. він і написав твір «Ідея і Чин України» з наміром видати його за кордоном, куди він був запрошений як один з делегатів Крайової Екзекутиви ОУН на 2-й Великий Збір ОУН в Римі. Готовий до друку примірник рукопису Дмитро передав на зберігання зв'язковій Крайової Екзекутиви ОУН Олені Нєдзвєдській, тоді студентці Краківського університету. Вона ж, з конспіративних причин, заховала цей рукопис у своєї подруги. Коли ж надійшов до подруги тривожний сигнал, що у неї може бути поліцейський обшук, вона рукопис спалила. Про таку трагічну долю свого рукопису довідався Дмитро Мирон від своєї зв'язкової Оленки (згодом дружини Миколи Климишина) на краківському вокзалі перед самим від'їздом поїзда за кордон. Вже в окупованому Кракові у вересні 1939 р., Дмитро Мирон у незвичайно важких і несприятливих для наукових досліджень обставинах відтворив первісний варіант свого рукопису. Книжка була надрукована підпільно у 1940 р. на циклостилі під псевдонімом Максим Орлик дуже малим накладом й призначалася головним чином для вишколу Юнацтва ОУН та молодіжних організацій.

Маловідомо, що у середині січня 1945 р. у Кракові незадовго до його відбиття радянською армією в німців ще раз був Степан Бандера. Тут він зустрівся з членами ОУН Юрієм Лопатинським (Калиною) (одним з часників майбутніх перемовин з АК в Руді-Рожанецькій) та Дмитром Чижевським (Демидом), через яких передав Проводу ОУН своє рішення, що він підпорядковується вибраному бюро Проводу та підтримує рішення III Надзвичайного Великого збору ОУН. Бандера намагався пробратися в Україну. Але представники Романа Шухевича завернули його на еміграцію, бо обставини для роботи в Україні були дуже важкими.

### Місця розміщення полонених-українців зЧервоної армії
Катастрофа радянської армії, починаючи з 22 червня 1941 р. призвела до величезної кількості полонених німцями червоноармійців. Щодо вояків СРСР Німеччина не вважала за потрібне вживати норм передбачених Женевською конвенцією (хоча вона зобов'язувала кожну країну, яка цю конвенцію підписала, застосовувати її засади навіть по відношенню до країн, що не приєдналися, зокрема СРСР). Для утримання радянських військовополонених, в числі яких було дуже багато українців, використовувалися наступні місця:

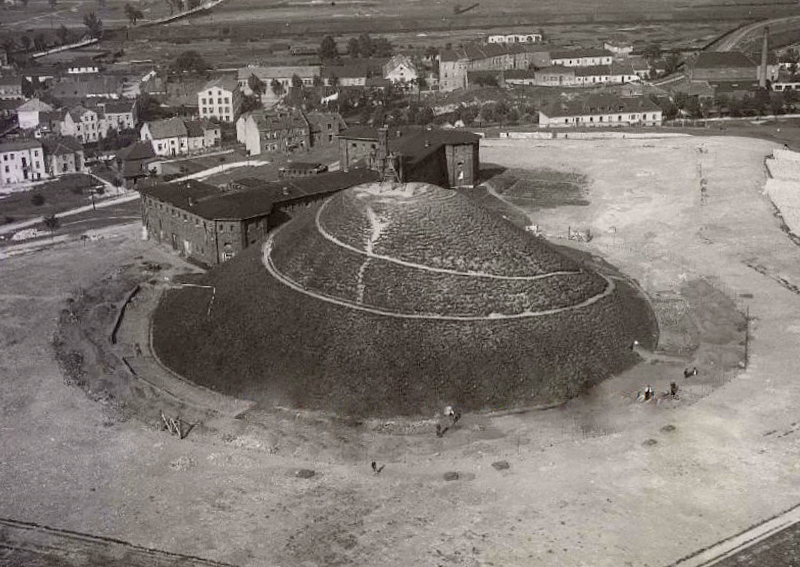
Форт №33 Кракус, архівне фото

- Кавалерійські кошари 8-го полку уланів імені Понятовського, вул. Kobierzyńska 218B.. На початку листопада 1941 р. тут утримували близько 200 радянських військовополонених;
- Форт №51 1/2 Скотніки-Сідзіна (Skotniki-Sidzina). Сюди після вибуху епідемії було переведено радянських полонених з табору в кошарах 8-го полка уланів;
- Сталаг № 369 в Кобежині — призначався для утримання полонених з західних армій, проте на його будівництві використовували радянських полонених;
- Форт № 33 Кракус (Krakus) — тут утримували 300—500 радянських полонених;
- Колишня гарбарня (фабрика вичинки шкір) по вул. Barska, 82-84 (сучасна нумерація не співпадає з архівною адресою гарбарні). Була найбільш місцем утримання найбільшого контингенту радянських полонених, близько 1000 осіб;
- Військово-господарчий склад ваффен-СС вул. Grzegórzecka, 81-84. В квітні 1943 р. тут утримували біля ста полонених сержантів радянської армії;
- Форт №38 Скеля (Skala). З червня 1944 р. по січень 1945 р. тут було сконцентровано близько 100 радянських військовополонених. Вони працювали на аеродромі Балиці.
- Робітничий табір в Могилі[41]. В районі Могили (або на території аеродрому) були, імовірно, розміщені радянські військовополонені з  Arbeitskommando 1806 Сталагу № 369 (близько 300 людей), які працювали на відновленні аеродрому Раковиці-Чижини (Rakowice Czyżyny). В 1944 р. в таборі в Могилі (в окремій частині) утримували близько 300 радянських полонених, які висилалися до ремонту доріг, розбірки мосту на Віслі та будівництва оборонних споруд на передпіллях Кракова;

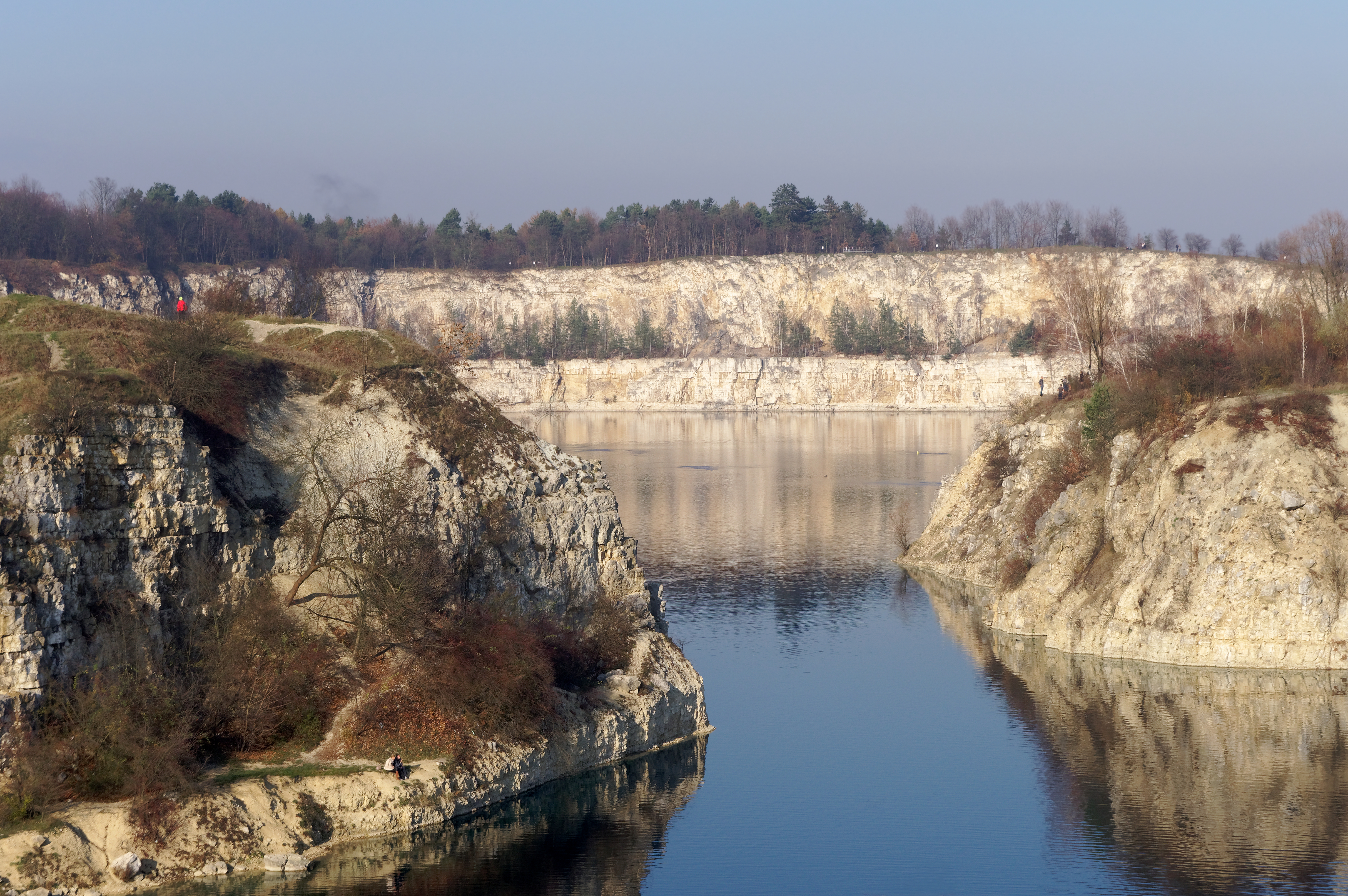
Каменоломні на скелях Твардовського, де працювали радянські військовополонені

Українці зі складу радянських військовополонених також працювали на завантаженні та розвантаженні вагонів, перебиранні картоплі, перевозці вугілля, земляних роботах, розробці каменоломні на скелях Твардовського, притягалися до будівництва мосту в Могилі, а також висилалися до роботи на автомобільних закладах на вул. Grzegorzecka. Також полонених змушували працювати у закладах виробництва зброї фірми Werne und Schmeil на вулиці Zakopiańska, яка носила назву Distriktswerk 7. Військовополонених використовували також на роботах на німецькій фірмі Unitas по вул. Tatarska, 5. Їх також задіяли для перебудови залізничної лінії до Закопаного та розбирання будинків. Полонених пильнували власівці. Полонені з табору під курганом Крака працювали на закладах ремонту вогнепальної зброї та гармат по вул. Rakowicka.
Німці сповідали принцип винищення полонених фізичною працею. В німецьких таборах загинуло 3,3 млн військовополонених, що після голокосту є найбільшим злочином нацизму. Невеликі цвинтарі радянських військовополонених утворено поблизу форту №51 1/2  Скотники та біля цвинтаря в Борку Фалецьким. Тут наявні пам'ятники поставлені ще за часів ПНР. На останньому поховано 153 радянських військовополонених. В могилах глибиною 1,2 м ховали по кілька людей. На терені прилеглим до цвинтаря поховано також радянських солдат, які полягли в боях за Краків в січні 1945 р.

### Евакуація української громади
Просування радянської армії до Східної Галичини навесні 1944 р. спричинило часткову евакуацію Українського Центрального Комітету і його працівників на західні окраїни. Централя УЦК знову почала діяти у Кракові, а у Львові залишився осередок, очолюваний К. Паньківським.
Після того як радянські війська підішли до Кракова, УЦК евакуювався до Любина (Нижня Сілезія). Захоплення совітами Львова спричинило нову хвилю евакуації. Повторно втікаючи від совітів, українці знову наводнили Краків. Деякі навіть мали польські розпізнавальні картки і та зверталися до польської допомогової ради в Кракові. Найчастіше вони потрапляли до українського осередку для переселенців. Окрім цивільних осіб з'явилися і солдати з Української дивізії. В січні 1945 р. українські емігранти виїхали далі на захід. У 1945 р. в Німеччині опинилося 300—400 тис. українців, якими продовжував опікуватися Український Центральний Комітет.

### Євген Березняк та питання порятунку Кракова від мінування у 1945р.
З українцем Євгеном Березняком пов'язане одне з найбільш дискусійних питань пов'язаних з історією Кракова — історія про порятунок міста від знищення гітлерівцями під час звільнення міста в 1945 р. Радянський розвідник — українець з Дніпра Є.Березняк (25.02.1914 — 23.11.2013, проживав в Києві по вул. Михайла Омеляновича-Павленка, 11), екранізований в відомому радянському фільмі «Майор-Вихор», поділився спогадами про те як радянськими розвідниками у співпраці з підпільниками Польщі (з комуністичної Армії Людової) вдалося врятувати Краків від вибуху, який був підготований гітлерівцями. Німці начебто мали заманити частини радянської армії до міста і висадити його.
При цьому Є. Березняк оповідає, що був висаджений в складі групи «Голос» з парашутом під Краковом з завданням з'єднатися з польськими підпільниками, але був схоплений та утримався у в'язниці гестапо в сумновідомому «Сілезькому будинку» на вул. Поморській (Pomorska), 2.
В тюремній камері Є. Березняк вигадав історію, що він начебто є марш-агентом і мусить зустрітися зі своїм зв'язковим на краківському стихійному ринку Тандета. Кілька днів поспіль він приходив сюди під наглядом гестапівців і дочекавшись облави на спекулянтів, що проводила німецька поліція, втік. Після цього він вийшов на польських партизан і членів своєї групи (всі її члени були українцями). Але про свій арешт і втечу з гестапо Березняк доповів лише після повернення із завдання. В подальшому група отримала від німецької абвер-команди № 115 (від завербованого фельдфебеля Курта Хартмана) план мінування Кракова та відомості щодо 17-ї польової армії, яка тримала оборону перед військами 1-го Українського фронту. Після завершення роботи групи Є. Березняк за перебування у нацистському полоні потрапив у табір НКВС.
Німіці складали вибухівку по всьому місту, а пункт керування вибухом створили у одному з краківських фортів — форті № 43 Пастернік. Зважаючи на це, штурмова група радянських солдат в ніч в на 18 січня 1945 р. атакувала форт, та перерізала головний кабель. Краків був врятований.
Низка польських істориків категорично спростовує і версію про замінування Кракова, вважаючи її радянською вигадкою закріпленою книгою С. Черпака і З. Хардта «Наказ: врятувати місто», 1966 р., а також пропагандистським військовим фільмом 1976 р. під назвою «Врятувати місто» Я. Ломницького, створеного спільно з радянською кіностудією «Мосфільм». Незважаючи на те що, ще з середині вересня 1944 р. почалося укріплення міста (начебто проти польського повстання, яке готувала АК), вже у січні 1945 р. німці відмовилися утримувати Краків. Натомість, вони вибрали оборону Верхньосілезького Промислового Округа, який живив їх військову машину. При наближенні ж з півночі радянської армії вони встигли вивести головні війська з міста. Прихильники версії, про те що тотального мінування Кракова не було, щоправда визнають — німці підклали потужні заряди під деякі об'єкти, важливі з військової точки зору, а також встановили міни в передмістях Кракова. Натомість загадок про тотальне мінування міста немає. Радянські війська, в складі яких другою національністю після росіян були українці, 19 січня 1945 р. вибили гітлерівців з Кракова.

## Українці в Кракові в 1945—1980-х рр.

### Комуністичний терор
Зміна німецького панування на комуністичний режим у місті означала переслідування тих українських діячів, які не відійшли разом з німецькими військами на захід, а також припнення на довгі роки практично усілякого українського духовного і культурного життя. На вулицях відбитого у німців радянськими військами Кракова за військом одразу підтягнулися усі складові радянського апарату терору. Радянські чекісти активно виловлювали представників української інтелігенції та знищували їх. Так вже 1945 р. в Кракові був схоплений і невдовзі розстріляний Квітко (Квітка) Олександр Костянтинович (6 серпня 1893, Харківська губернія, — 1945 р.) — підполковник Дієвої Армії УНР, нащадок славного слобожанського роду Квіток.
Згодом, Краків став одним з центрів розгортання репресивного апарату комуністичної Польщі. В'язниця по вул. Montelupich стала місцем ув'язнення та страти українців, які брали участь у діяльності націоналістичного підпілля або були вояками УПА. В 2019 р. Євген Місило ідентифікував розміщення поховань українців-в'язнів концтабору Явожно, які були визнані особливо небезпечними і розстріляні в краківській в'язниці Монтелюпіх. Знайдено могили 49 страчених на Раковицькому цвинтарі та на військовому цвинтарі по вул. Prandoty. До сьогодні вціліла могила Романа Дзівіка (Romana Dziwika) та 3 інших в'язнів Явожна розстріляних на Монтелюпіх. Екзекуції відбувалися в підвалі в'язниці Монтелюпіх шляхом розстрілу в потилицю. Частина тіл страчених потрапила як навчальний матеріал спершу до кафедри описової анатомії Ягеллонського університету, яка містилася в будинку при вулиці Міколая Коперника 12.
В 1946 р., коли до Кракова втік під загрозою арешту отець Митрат Василь Гриник він проживав тут, в грекокатолицькій парафії св. Норберта у о. Степана Граба, а пізніше в кляшторі отців камедулів в Белянах. Вдруге отець Гриник коротко перебував у камедулів в Белянах в середині червня 1947 р. В цей час церква св. Норберта перетворилася на місце засідки, де заарештовували українців, які сюди приходили намагаючись відшукати когось. Останнім адміністратором Краківської парафії був о. Степан Граб, який в 1947 р. був арештований та депортований до СРСР. Після цього польська влада ліквідувала греко-католицьку парафію в Кракові. Церква св. Норберта після усунення греко-католицьких сестер Юзефіток була передана у власність отцям салетинам. Вони ж демонтували цінний іконостас, який при цьому був частково знищений. Завдяки тому, що його проектантом був відомий Ян Матейко, іконостас частково вцілів та довгий час експонувався в музеї художника по вул. Floriańska, 41.

### Релігійне життя

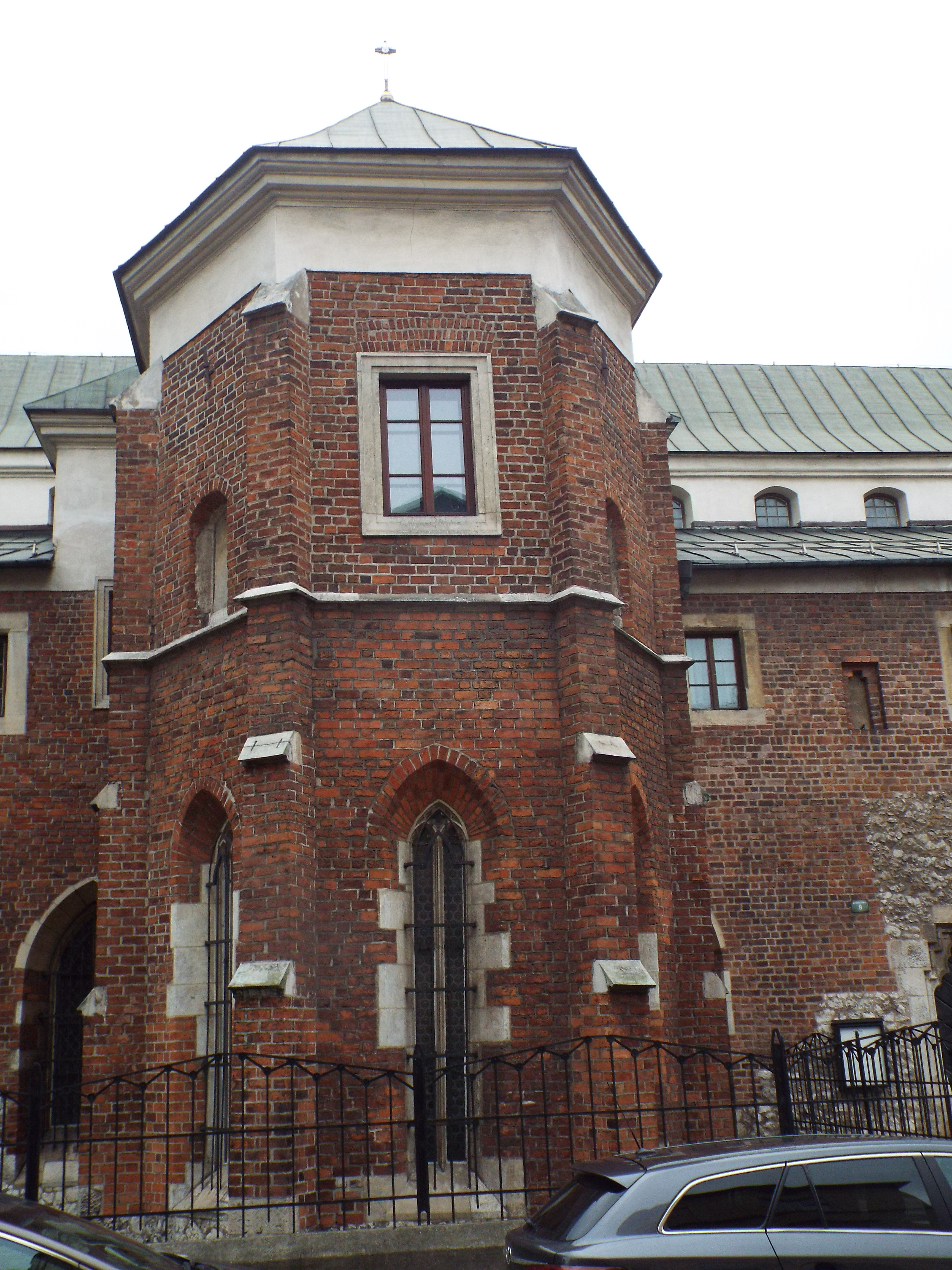
Каплиця св. Дороти при кляшторі августіанців, Краків. Фото 2021 р.

Місцева греко-католицька громада довгі роки була позбавлена своєї святині. Лише на Великдень 1958 р. у монастирі на Скалці було відправлено після великої перерви перше у Кракові урочисте греко-католицьке богослужіння. Першим пастирем української громади став отець др. Микола Денько. Згодом M. Денько 33 роки служив у Кракові в каплиці св. Дороти — в костелі св. Катерини отців августіан по вул. Augustiańska, 7.

### Культура та освіта
В Кракові вказного періоду лишалися та працювали українські художники Лев Гец та Юрій Новосільський. Після переїзду з Сянока до Кракова від 1950 до 1962 р. Лев Гец працював професором малюнку у Краківській академії мистецтв. Митець похований на Раковицькому цвинтарі на ділянці 69A, в четвертому ряду з правого боку. Юрій Новосільський після Другої світової війни вчився і працював в Краківській академії мистецтв. Коли його було звідси усунено залишає Краків і працює в Лодзі як проектант. У церкві св. Норберта зберігається іконостас виконаний художником в 1960-х роках для відправлення греко-католицьких обрядів в каплиці св. Дороти у раніш згадуваному костелі св. Катерини, де греко-католицька Парфія служила в 1958—1998 рр. Художник працював також над оформленням Успенської православної церкви по вул. Szpitalna, 24, а також оформленням каплиці св. Бориса та Гліба в фундації св. Володимира в Кракові, яка наразі вже на жаль не існує. Похований на Раковицькому цвинтарі в полі LXIXPASB 1 ряд, 12 місце.
Під час виставок у Кракові з Л. Гецом і українською громадою познайомився талановитий український скульптор Григорій Пецух, Йому належить барельєф Б. Лепкого на могилі письменника на Раковицькому цвинтарі.
Ще одним українським художником краківського грона того часу був Тирс Венгринович –талановитий графік та майстр виконання екслібрисів. Так як він був одним з активних членів Фундації св. Володимира. Митець похований на Батовицькому кладовищі в Кракові на ділянці MUR A, seg.3, 24/I.
В місті вказаного періоду діяла кафедра україністики Ягеллонського університету по вул. św. Krzyża, 14.
З 1962 р. Ягеллонський університет підтримує дружні зв'язки з Київським національним університетом імені Тараса Шевченка. Серед слідів офіційного тоді польсько-радянського братерства, варто згадати рух побратимських міст, в якому фігурувало і столичне українське (тоді республіканське) місто — Київ. Київ приєднався до руху міст побратимів в 1951 р. І першим містом-побратимом став польський Краків. Завдяки цьому побратимству отримав свою назву кінотеатр «Київ» на Звіринці по алеї Zygmunta Krasiskiego, 34. Пам'ятна дошка на честь побратимства Києва та Кракова, встановлена 23 травня (день Києва) 1980 р. на стіні будинку по Київській Алеї, 10.

### Громадські організації
16—18 червня 1956 р., яка під наглядом Міністерства внутрішніх справ було створено Українське суспільно-культурне товариство (УСКТ)– єдину українську організацію в Польській народній республіці. УСКТ мало право вести культурно-освітницьку діяльність серед української меншості. Спочатку краківська структура УСКТ діяла у Палаці Потоцьких, за адресою Головний Ринок, 20, поки в 1977 р. не змушена була залишити її. Потім УСКТ в Кракові певний час використовувало кімнату на вулиці Дітля. Подальші адреси організації поки що не встановлені.

## Українці в Кракові в 1990-х-2013-х рр

### Релігійне життя
1990-ті роки принесли нове життя греко-католицької парафії. З 1994 р. на місце настоятеля парафії Мирослава Міхалишина прийшов отець Михайло Фецюх (1.09.1994 — 1.09.2006). За його часу українські греко-католики Кракова отримали друге місце для проведення богослужінь окрім каплиці св. Дороти. Українська каплиця св. Бориса і Гліба в приміщенні Фундації Святого Володимира — хрестителя Русі на вул. Канонічній, 15 була освячена 12 травня 1995 р. Інтер'єр каплиці та ікони виконав Юрій Новосільський. За керування Михайла Фецуха після довгих старань греко-католики нарешті повернули собі церкву св. Норберта разом з плебанею. Наприкінці 2004 р. здійснено відновлення даху храму. Відновлено пам'ятку-іконостас. Після переходу отця M. Фецюха на пенсію, 1 вересня 2006 р. адміністратором парафії став і до цього часу є отець Петро Павлище.
На стіні церкви св. Норберта на вул. Вісльній за участі громади, українського консульства і першої леді Катерини Ющенко 18 листопада 2008 р. був відкритий пам'ятний знак жертвам Голодомору в Україні в 1932—1933 рр.
У сучасному Кракові також існує величезна українська неопротестантська громада, імовірно, набагато більша ніж православна і греко-католицька громади разом взяті.

### Освіта
В 1990—1991 рр. завдяки зусиллям групи працівників Інституту східнослов'янської філології — як літературознавців так і мовознавців, у Кракові були розпочаті курси навчання по курсу східнослов'янської філології. Перший набір на навчання відбувся в липні 1991 р., натомість 11 березня 1994 р. рішенням ректора Ягеллонського університету було створено кафедру україністики. Її першим керівником став проф. др. Веслав Вітковський, спеціалізацією ж історично-літературознавчою керував проф. доктор. Ричард Лужний. Україністику в Ягеллонському університеті викладали мовознавець Сергій Різник, перекладач Анатолій Єрема та літературознавець Марія Зубрицька. Донедавна вона розташовувалася по вул. św. Krzyża, 14. Наразі Краківська україністика разом з усім Інститутом східнослов'янської філології переїхала на вул. W. Reymonta, 4 і займає кімнати 083, 084, 085а на першому поверсі.
В Ягелонському університеті на факультеті міжнародних та політичних студій функціонує також кафедра українознавства. В Кракові вона змінила вже кілька адрес. Раніше вона розташовувалася по вул. Piłsudskiego, 13. Наразі вона розташовується по вул. Wenecja, 2. В 1990-х рр. краківське українознавство викладали професор В. Вітковський, др. Зинкевич-Томанек, др. В. Мокрий, др. А. Фаловський, др. А. Папля, проф. Р. Лужний. С. та Л. Різники, А. Ярема, С. Зинчук, Ж. Остжинська, О. Горигор'єв. В. Мозгунов, Я. Прихода та ін. Наразі кафедра українознавства очолювана проф. В. Мокрим розпочала орієнтацію і на українських студентів, яких в Кракові все більше. Для них зокрема пропонуються бакалаврський та магістерський курси «Польсько-українські студії. Європейська перспектива».
З 1999 р. Факультет права та адміністрації Ягеллонського університету співпрацює з українськими вищими навчальними закладами — у Києві, Львові й Тернополі.

### Фундація св. Володимира та інші громадські організації
У 1989 р. створена Фундація Святого Володимира Хрестителя Київської Русі, яка до 2015 р. розташовувалася на вул. Канонічна, 15. Організація, створена має широке коло цілей з підтримання українського духовного і культурного життя. З червня 1992 р. до 2015 р. на Канонічній існував Центр української науки і культури у Кракові, організований фундацією. При ньому також діяла Галерея українського мистецтва. Тут експонувалися ікони та літургійні предмети. Фундація посідає багату бібліотеку. В будинку по вул. Paulińska, 28  в 1994 р. містився колись невеличкий музей Б. Лепкого, організований фундацією. Втім, з-за браку коштів музей невдовзі припинив своє існування. При фундації працювала також єдина в Кракові українська книгарня «Нестор», в якій можна було на місці придбати книги українською мовою, а також оригінальні видання фундації. Тут також розташовувався ресторан «Український смак». Цінною пам'яткою була каплиця св. Бориса і Гліба виконана за творчим задумом Ю. Новосільського і прикрашена подарованими ним іконами. В цій каплиці, зокрема, молився св. Іван Павло ІІ. В 2015 р. цей український осередок перестав існувати. Це пов'язано з тим, що закінчився термін безкоштовної оренди садиби на Канонічній і римсько-католицька краківська архідицезія, якій належіть будинок, поставила вибір або звільнити садибу, або платити чинш. При цьому найгостріше постало питання збереження каплиці св. Бориса і Гліба з іконами подарованими Ю. Новосільського. На захист каплиці стали польські митці. Було прийнято рішення зберегти каплицю, проте вона мала перейти у відання краківської архідицезії. З цим не погодилася фундація (якій належали розміщені в каплиці ікони) у результаті ікони з каплиці було забрано. Ресторан «Український смак» перебрався на вул. Гродську, 21. Наразі книгарня працює як інтернет-крамниця.
В лютому 1990 р. краківське коло УСКТ, разом з усією орагнізацією змінило назву на Об'єднання українців у Польщі.

## Українці в Кракові з 2014 р.

### Формування нової української громади
Починаючи з 2013 р. ситуація з українцями в Кракові почала нагадувати ситуацію кінця XIX — поч. XX ст. Найбільший наплив українців до Кракова відбувся з початком російсько-української війни 2014 року. Прибули також кримчани і донеччани, які, залишивши свої хати і майно, прибули у Краків, рятуючи життя і шукаючи заробітку. Але також багато виїжджало, щоб уникнути мобілізації, або від страху за майбутнє своє і своїх дітей, що завжди відбувається під час війни. Цікаво, що до країн Європи тоді виїжджали також українські прихильники «русского мира». Другим великим поштовхом став безвізовий режим. З безвізом було пов'язане також значне зростання кількості українських туристів. Станом на 2017 р., за підрахункам консульства України, в Кракові було вже 60—70 тис. українців. Станом на 2020 р. у Кракові мешкає понад 100 тисяч українців, багато з них вже з польськими паспортами. Це понад 10 % населення міста.
Як вказував часопис Об'єднання Українців в Польщі (ОУП) «Наше слово», у 2013—2014 рр. в Кракові значно зросла кількість студентів з України. Наприклад, в Економічному університеті в Кракові, Rakowicka, 27 2013/2014 академічного року розпочало навчання 329 молодих людей з України, а загалом на бакалавраті, маґістерських студіях та аспірантурі — усіх їх 560. У Яґеллонському університеті в цей же час навчалося близько 300 громадян України. Проте найбільше охочих з української держави здобувати знання в Кракові прийняла Краківська академія ім. Фрича Моджевського по вул. Gustawa Herlinga-Grudzińskiego 1. Зокрема, в 2013/14 рр. до неї вступило приблизно 680 нових студентів, а всіх приїжджих з України тут було майже 1300. Академію Моджевського тут навіть називають Українською Академією, бо в багатьох групах українці переважають. Власником цього приватного навчального закладу є мер міста професор Яцек Майхровський, дуже прихильний українцям.
Деякі українці також прибули до Кракова в рамках різних програм обміну, наприклад «Erasmus Mundus», «Стипендіальна програма ім. Л. Кіркланда» або «Європейське волонтерство», які надають можливість здобуття міжнародного професійного та освітнього досвіду.
До Кракова приїжджають не лише українські студенти. Кожного року тут влаштовується на роботу щораз більше громадян України, які працюють у різних галузях науки, техніки, культури, чи у великому корпоративному бізнесі, де навіть існують окремі українські колективи. Своє місце в місті Крака віднайшли, зокрема, бізнесмени, про що засвідчують, наприклад, такі інвестиції, як новий ресторан, паб, туристичне бюро, косметичний салон з українськими власниками.
Українські бізнесмени відкривають в основному не українські ресторани, адже вони мусять пристосуватись до місцевих мод. Наприклад, один з відоміших грузинських ресторанів на вулиці Mostowa, 14 є власністю українців. В сучасному Кракові діють наступні заклади харчування, власниками яких є українці: Boka coffee bar, ul. Zabłocie 19; Cukiernia Wyszukane Desery Braci Szewczenko, Rynek Kleparski, 14; Urban Coffee, Św. Wawrzyńca 3; Coffee Kiosk Krakow, Wielopole 14 та Фуд-трак «Czeburek» ul. Aleja Pokoju, 67. Станом на 2019 р. в Кракові на Дембніках по вул. Madalińskiego, 8 діяла українська рибна крамниця в Кракові. На вулиці Slawkowska, 28 відкрилася книгарня, де можна купити книжки українською мовою.
Багато українців працює в ресторанах, бо польські кухарі виїжджають далі на захід. Також багато опікунок людей похилого віку і домогосподарок з України (польські виїхали на захід) запроваджують у польських помешканнях нову кулінарну культуру.
Українці в Кракові займаються також оформленням документів для інших українців на вступ до університетів та отримання дозволу на проживання.
Краківські українці у головній своїй масі не бажають належати до українських організацій, мабуть радянські і пострадянські часи відбили у нашого народу це бажання. Тому ані греко-католицька церква, ані існуючі у місті українські організації не репрезентують нових українських мешканців Кракова. Лише невелику їх горстку. Досі не придумано формат, який би справив, що українці масово хотіли б у ньому взяти участь.
Загалом у Кракові наразі вчиться біля 1,6 тис. українських учнів. Українські діти дуже швидко адаптуються і за кілька місяців нормально розмовляють польською. Від початкової школи до ліцею вони мають безкоштовне навчання. За навчання в університеті мусять платити. Українська громада має труднощі зі створенням української школи, бо цього не бажає польська влада. Проте більшість батьків теж не хочуть, щоб їхні діти вчились поза польським соціумом.
Зростання кількості українців у місті призвело до того, що у банкоматах, паркоматах, пунктах купівлі проїзних білетів, касах маркетів запроваджується українська мова.

### Майдан 2014р. в Кракові
У листопаді 2013 р. багатолюдна хода українців від меморіального знаку Голодомору на Вісльній (поблизу греко-католицької церкви) пройшла сюди — до українського консульства в Кракові з вимогою підписати асоціацію з Євросоюзом. В колонні було видно головним чином молоді обличчя українських студентів.
Ось що згадує про той час Микола Манько — краківський українець, член формації «Зустріч»:

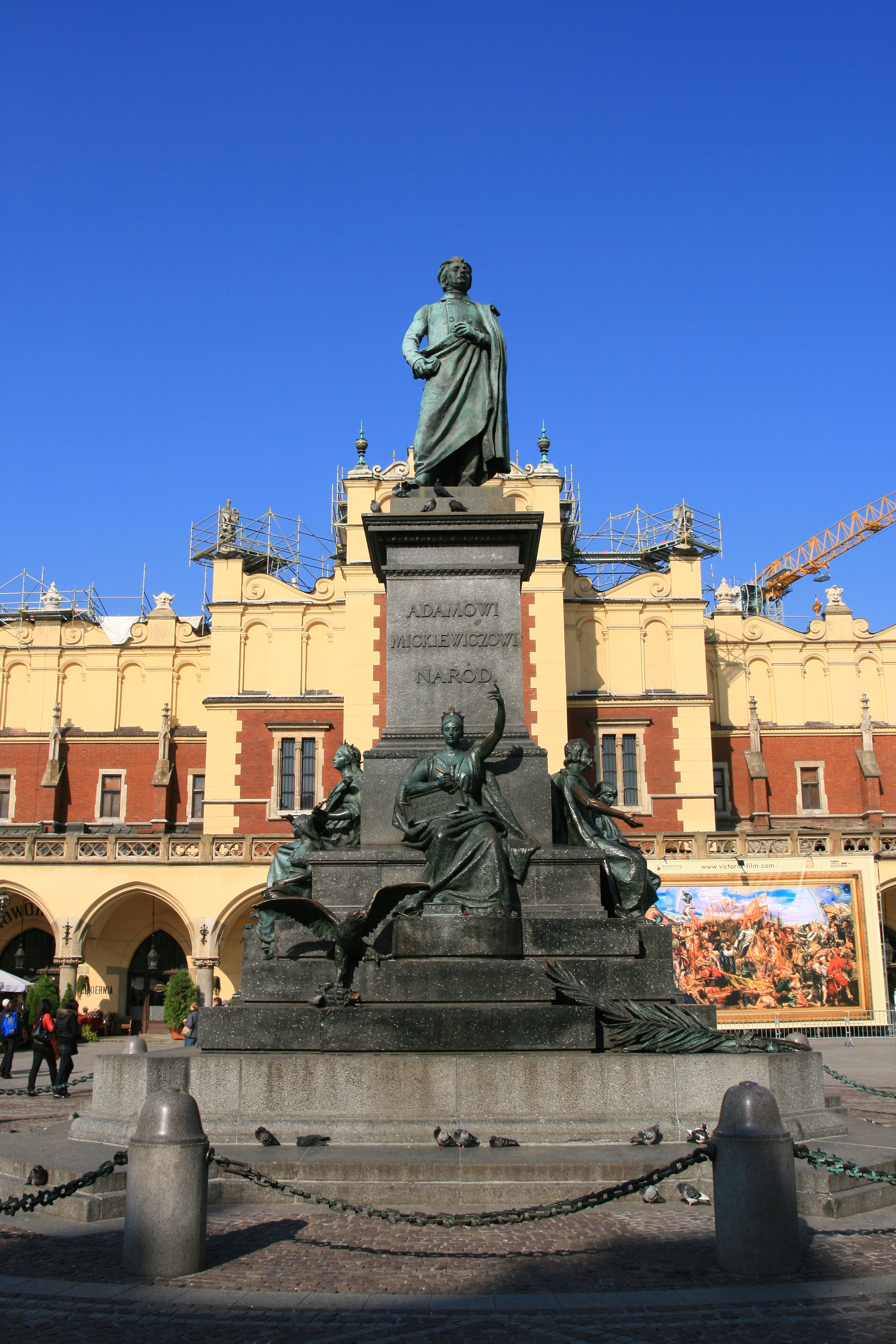
Пам'ятник Адаму Міцкевичу в Кракові — місце збору українців — учасників краківського євромайдану.

Реакцією на Український Майдан 2014 р. стала також виставка «Крапля в морі — мистецтво Української революції» в Краківському музеї сучасного мистецтва МОСАК, що знаходиться на Заболотті по вул. Lipowa, 4.
В липні 2019 р. в консульстві України відкрилася вистава «Блок-пост пам'яті», що розповідає про війну на сході України.

### Українські організації
Українськими громадянами в Кракові займається Генеральне консульство України в Кракові розташоване на ал. Bieliny-Prazmowskiego, 4 у невеликій садибі з українським гербом на фасаді.
У 2013 р. в Кракові було створено ще одну неформальну українську організацію — Український клуб. А в березні 2016 р. вона була зареєстрована як Фундація «Зустріч». Садиба фундації розташовується на вулиці Кармелітська, 34. Початково необхідність самоорганізації виникла з потреби солідарності щодо трагічних подій на Майдані і концентрації зусиль навколо акції підтримки для українського Майдану, а також збірки гуманітарної допомоги Україні та для українців, які потерпіли під час війни на сході. Фундація «Зустріч» діє, перш за все, з метою зближення i польсько-української співпраці, подолання перешкод і стереотипів. Окрім всього іншого, при фундації «Зустріч» діє польський розмовний клуб, що дозволяє емігрантам освоїтися з польською мовою.
Українським питанням займається також Fundacja Współpracy Polsko Ukraińskiej «U-Work» — садиба якої знаходиться по вул. Stefana Batorego 2/28.

### Краків, як новий центр української культури
Краків давно розвинувся у центр української культури за межами країни. Товариство Вілла Деціуша по вул. 23 липня 1943 року, 17а багато років організувало стипендію для українських письменників. Так, у Кракові на довготривалих стипендіях були: Юрій Андрухович, Тарас Прохасько, Сергій Жадан, Таня Малярчук, Софія Андрухович, Андрій Бондар, Любко Дереш, Андрій Любка, Мар'яна Кіяновська, Оксана Луцишина, Галина Крук, Наталка Сняданко, Назар Гончар, Галина Ткачук і багато інших. По суті, вони жили в Кракові разом з іншими європейськими письменниками в одному будинку по три місяці, що дозволяла стипендія. Кілька років поспіль Вілла Деціуша на день незалежності організовує Арт Пікнік Слави Фролової з Києва.
У Краківській музичній академії, вул. Świętego Tomasza, 43, 2 грудня 2019 р. відбувся фестиваль української музики і українських виконавців з Києва.
У Кракові живуть дві найкращі перекладачки української літератури Рената Руснак і Катажина Котинська. З 2004 року тут існує видавництво «Немрод» (Nemrod), яке видавало українські тексти у польському перекладі: О. Забужко, Ю. Андруховича, С. Жадана, М. Рябчука, Т. Прохаська, Ю. Прохаська, Н. Сняданко, Ю. Іздрика, О. Гриценка та М. Манько.
Українка зі Львова, а тепер краків'янка Жанна Слоньовська виграла в Кракові польську літературну нагороду Конрада. Краків'янин Борис Тинка, автор польського путівника по Одесі рішенням одеської міської ради став почесним амбасадором Одеси в Польщі. У Кракові є український фольклорний ансамбль «Леля», який створила і веде музикант Леся Бородавка.
У 1987 р. стараннями Володимира Мокрого створена Фундація Святого Володимира Хрестителя Київської Руси за адресою вул. Каноніча, 15.
27—30 березня 2017 р. у краківському готелі «Легенд» по вул. Gertrudy, 12 в відбулася чергова IV зустріч Польсько-українського форуму істориків. Головним питанням цієї зустрічі був обмін думками щодо найбільш болючої для сучасних польсько-українських стосунків проблеми Волині в 1943 р.
У 2020 р. в кам'яниці Ламеліх по вул. Mikołajska, 2 за ініціативи Яцка Токарського — голови видавництва «Високий замок» та Миколи Манька з фундації «Зустріч» було проведено першу виставку присвячену українським слідам у Кракові.
У внутрішньому дворі Палацу Вєльопольських, де міститься Міська Рада Кракова і мерія, у листопаді 2019 р. було відкрито пам'ятник Анні Ярославні, яка по дорозі до Франції жила на Вавелі у своєї тітки княгині Добронеги. В урочистостях відкриття взяли участь представники міської ради, українського консульства і українських організацій.

## Краківські зібрання, де зберігаються українські артефакти, предмети історії та культури
- Музей Чорторийських, (św. Marka, 17), зокрема, рукопис Лавришівського Євангелія та грамоти XIV—XV ст.;
- Бібліотека Польської академії наук, (Sławkowska, 17), зокрема, лист Іпатія Потія, до литовського канцлера Льва Сапєги від 12 грудня 1605 р. з описом перебування ієрарха в Кракові;
- Музей імені Чапського (Muzeum im. Emeryka Hutten-Czapskiego), (Pilsudskiego,12);
- Ягеллонська бібілотека (aleja Adama Mickiewicza, 22), зокрема, оригінали двох листів Шевченка до свого приятеля Бронислава Залєського; лист Миколи Гоголя до Богдана Залєського, писаний в українській мові та листи П. Куліша до Крашевського. Крім цього зберігаються в Ягеллонській бібліотеці посмертні папери Жеготи Павлі, Зоряна Ходаковського[59]; Крім того, у Ягеллонському університеті зберігається оригінал інкунабули українського автора Юрія Дрогобича Прогностична оцінка поточного 1483 року.
- Історичний музей м. Кракова, головна садиба головна (Rynek Główny, 35);
- Археологічний музей у Кракові (Senacka, 3), оригніал Збручанського ідола;
- Національний архів в Кракові (Sienna, 16), зокрема, скриня з українськими грошами, печатками та документами УНР — матеріали з Українського музею та архіву в Тарнові;
- Краківський природничий музей (sw. Sebastiana, 9), другий муміфікований в озокериті волохатий носоріг з с. Старуня;
- Етнографічний музей в ратуші Казиміра, (Plac Wolnica, 1), колекція гуцульських пам'яток: традиційний одяг та предмети побуту[57][60];

## Вулиці Кракова з українськими назвами
- вулиця Київська Алея (на честь міста побратима напередодні 1500-річчя Києва у 1980 р.);
- вул. Львівська;
- вул. Барська (на честь міста Бар на Поділлі);
- Червенський бульвар (на честь давньоруського міста Червеня);
- Волинський бульвар (на честь Волині);
- вул. Трускавецька, вул. Галицька;
- вул. Вернигори (на честь козацького провидця);
- вул. Ярослава Івашкевича (польський письменник тісно пов'язаний з Києвом);
- вул. Юзефа Ігнатія Крашевського (письменника тісно пов'язаного з Україною);
- вул. Никифора (лемківського художника-самоука Никифора Дровняка);
- вул. Бенедикта Дибовського (натураліста зі Львова);
- вул. Потебні (на честь Андрія Потебні — українця, що брав участь у січневому повстанні 1863 р.)[57].